# Documenta 12

Logo der documenta 12

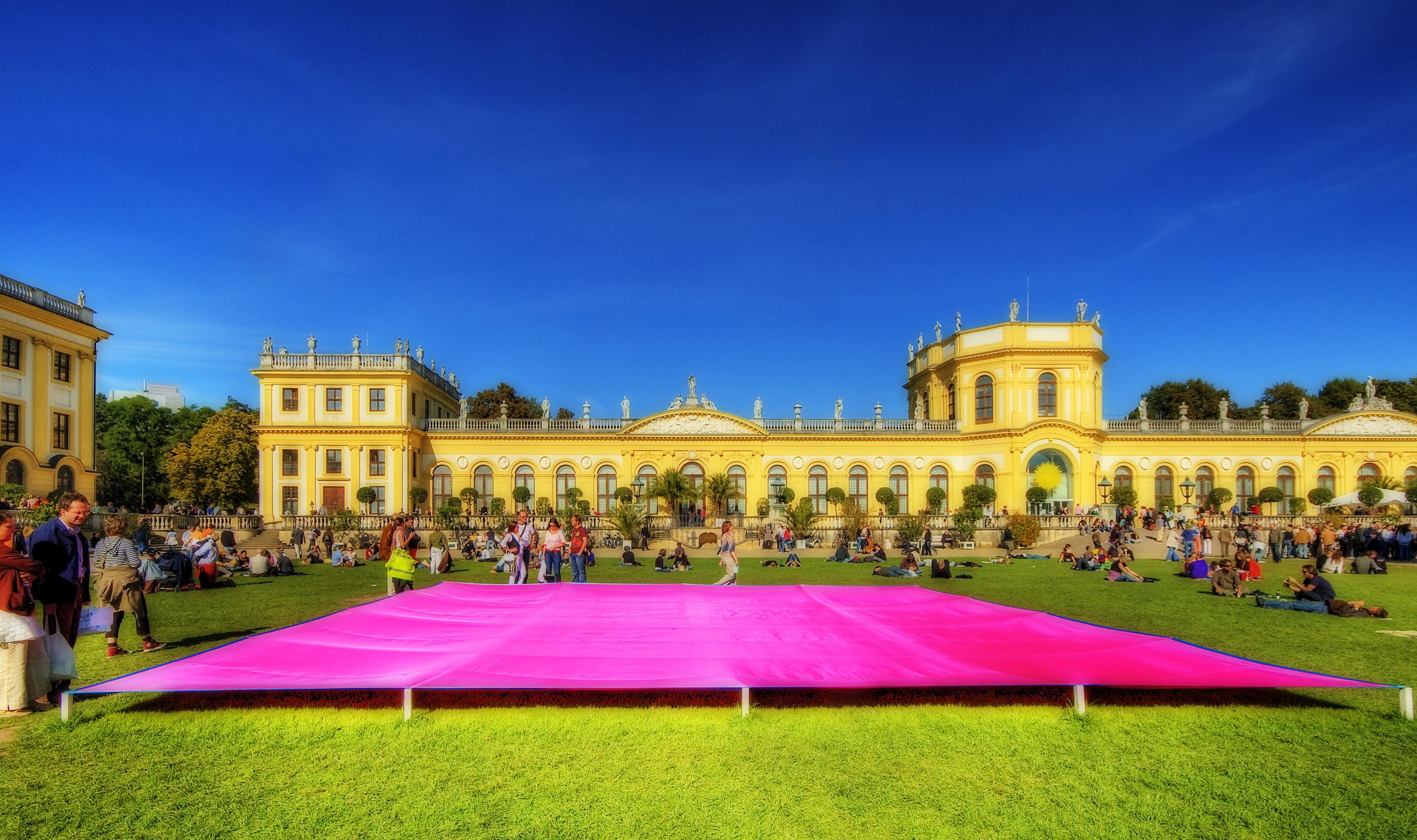
Atsuko Tanakas Tokyo Work (1955) auf der Karlswiese vor der Orangerie, für die documenta 12 rekonstruiert

Die documenta 12 war die zwölfte Ausstellung der documenta, einer der weltweit bedeutendsten Ausstellungsreihen für zeitgenössische Kunst. Sie fand vom 16. Juni bis zum 23. September 2007 in Kassel statt. Mit 754.301 Besuchern, und damit einem Zuwachs von über 100.000 gegenüber ihrer Vorgängerin, der Documenta11, wurde erneut ein Rekord aufgestellt. Der künstlerische Leiter war Roger M. Buergel, als Kuratorin fungierte Ruth Noack. Gemeinsam entschieden sie über die Konzeption der Ausstellung und die Auswahl der Teilnehmer. An mehreren Ausstellungsorten wurden über 500 Werke von mehr als 100 Künstlern aus aller Welt gezeigt.

## Hintergrund

### Die Ausstellungsmacher

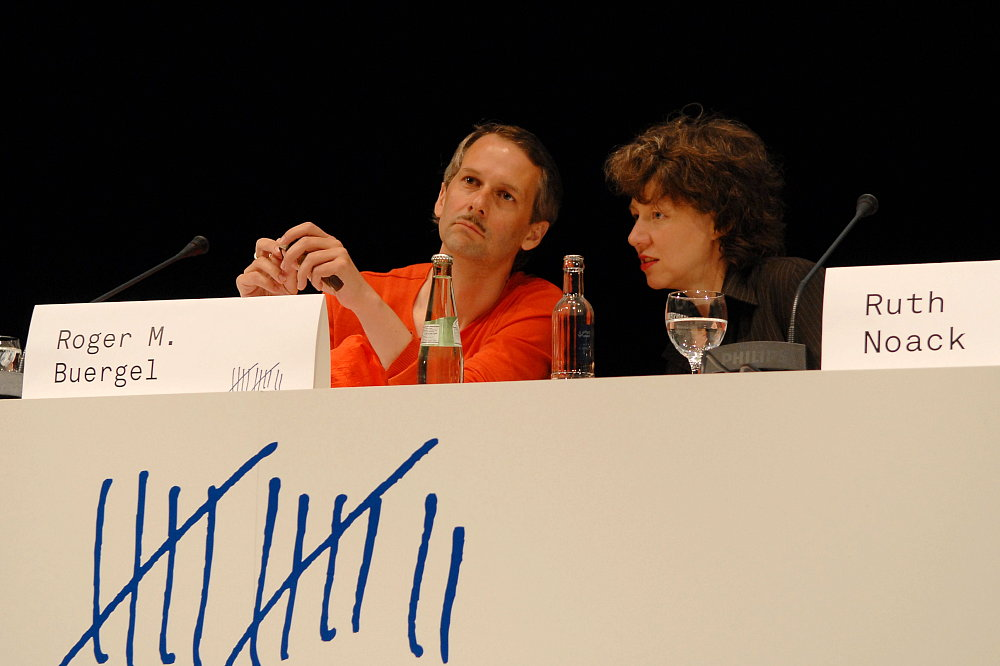
Roger M. Buergel (künstlerischer Leiter documenta 12) (links), Ruth Noack (Kuratorin documenta 12) (rechts) und das Symbol der documenta 12 (unten)

Im Dezember 2003 wurde Roger-Martin Buergel von einer internationalen Findungskommission dem Aufsichtsrat der documenta und Museum Fridericianum Veranstaltungs-GmbH zur Wahl als künstlerischer Leiter der documenta 12 vorgeschlagen. Buergel war zu diesem Zeitpunkt kein bekannter Ausstellungsmacher oder Museumsleiter und soll auch kein klar umrissenes Konzept präsentiert haben. „Vermutlich deshalb entschied sich die Jury am Ende für mich […] Als einziger Kandidat habe ich in den Bewerbungsgesprächen keine Künstlernamen genannt. Das hat sie überzeugt“. Beobachter spekulierten darüber, dass mit der Entscheidung der Berufungskommission auch eine Kritik und Abwendung von den Konzeptionen der zurückliegenden documenta X (Catherine David, 1997) und Documenta11 (Okwui Enwezor, 2002) verbunden gewesen sei. Insbesondere Davids documenta X hatte vielen als theorielastig gegolten.
Zusammen mit seiner Frau, der Kunsthistorikerin Ruth Noack, zog Buergel zwei Jahre vor Beginn der Ausstellung von Wien nach Kassel. Noack wurde in den Veröffentlichungen der documenta 12 als Kuratorin genannt. Sie selbst führte in einem Interview im Mai 2007 diese Konstruktion – ein künstlerischer Leiter und eine Kuratorin – auf die documenta-Statuten zurück. Diese würden festlegen, dass nur eine Person die Leitung einnehmen kann „[…] sonst wäre es für Roger M. Buergel und mich selbstverständlich gewesen, dass wir das gemeinsam übernehmen.“ Noack betonte, beide hätten Arbeiten ausgesucht und wären dabei zum Teil gemeinsam, zum Teil alleine gereist. „Jetzt bauen wir die Ausstellung gemeinsam, […] Der größte Unterschied besteht in der öffentlichen Wahrnehmung: Das ist ein Starsystem, und da gibt's nur einen Leiter. Ich finde das gar nicht so schlecht. Ich kann mich dann konzentrieren auf die inhaltliche Arbeit und nicht so sehr auf den Bereich der Repräsentation. […] Er hat kein Problem mit Selbstdarstellung. So ein großes Schiff zu steuern, das interessiert mich nicht so. Mich interessiert, eine Ausstellung zu machen.“
Neben Buergel und Noack waren weitere Personen enger mit der Konzeption und dem Erscheinungsbild der Ausstellung verbunden:
- Georg Schöllhammer – durch die Konzeption und Leitung des Zeitschriftenprojektes (documenta 12 magazines)
- Tim Hupe – als (mit)verantwortlich für die Ausstellungsarchitektur der documenta 12
- Alexander Horwath – durch die Auswahl des Filmprogramms der Ausstellung
- Ulrich Schötker – als Leiter der Kunstvermittlung im Rahmen der documenta 12

### Konzept
Die Konzeption der Ausstellung, die Auswahl der Künstler und Arbeiten, spiegelte den Blick der Ausstellungsmacher sowohl auf die Institution documenta, als auch auf die Frage, was relevante zeitgenössische Kunst ist. Die Verantwortlichen der documenta 12, Roger M. Buergel und Ruth Noack, sprachen in ihren Veröffentlichungen von der documenta als „Möglichkeitsraum“ und hoben die Bedeutung der ersten documenta hervor. 1955 sei es Arnold Bode gelungen „[…] Kunst, Architektur und BetrachterInnen in Beziehung zu setzen und Öffentlichkeit zu begründen.“ Im Zusammenhang mit den Begriffen zeitgenössische Kunst und aktuelle Kunst, betonten sie, dass:

„[…] ‚aktuell‘ nicht heißt, dass die Werke gestern entstanden sind. Sie müssen für uns Heutige bedeutsam sein. Die documenta 12 zielt auf historische Entwicklungslinien in der Kunst ebenso wie auf unerwartete Gleichzeitigkeiten.“

Ein großer Teil der ausgestellten Arbeiten stammte insofern nicht aus dem 21. Jahrhundert, sondern aus den letzten Jahrzehnten des vorigen. Das älteste Ausstellungsstück war eine persische Miniatur, entstanden im 14. Jahrhundert. Der unbekannte Künstler montierte geschwungene Linien aus der chinesischen Bildsprache in seine persische Landschaft. Derartige Wanderungen künstlerischer Elemente und Formen über Zeit- und Kulturgrenzen bildeten einen Schwerpunkt des Ausstellungskonzepts der documenta 12. Buergel sprach in diesem Zusammenhang von der „Migration der Form“. Ein retrospektiver Ansatz der Ausstellung zeigte sich auch in der Gestaltung ihres Kataloges, dort waren die einzelnen Arbeiten streng chronologisch, nach ihrem Entstehungsjahr, aufgeführt. Bei der Auswahl der Künstler bildeten – neben der Gegenwartskunst – insbesondere die 1950er bis 1980er Jahre einen Schwerpunkt. Hier setzten Buergel und Noack nicht nur auf bekannte Namen, stattdessen spielten gerade diejenigen eine Rolle, deren Bedeutung und Einfluss in den Augen der Ausstellungsmacher noch nicht ausreichend gewürdigt worden war. Ein Auswahlkonzept, das etliche Kritik auf sich zog und von Rezensenten mit Kommentaren wie „Resterampe der Kunstgeschichte“ belegt wurde.
Der Frauenanteil unter den Künstlern war mit rund 50 Prozent höher als auf jeder vorhergehenden documenta. Vergleichsweise hoch war der Anteil der Künstler aus Asien, Afrika und Osteuropa. Viele der von den Ausstellungsmachern geladenen waren am Kunstmarkt wenig- bis unbekannt. Bereits im April 2007 bestätigte Buergel in einem Interview, dass mit der Künstlerauswahl eine Abwendung vom Starsystem in der Kunst verbunden sei, er betonte aber gleichzeitig: „Das Interessante ist aber, dass diese Leute in ihrer Region, in ihren lokalen Kontexten Stars sind. Nur ist die westliche Wahrnehmung einfach provinziell.“ Die grundsätzliche Entscheidung der Ausstellungsmacher, einen Schwerpunkt abseits des Etablierten zu suchen, wurde von vielen Rezensenten durchaus positiv kommentiert. Die konkrete Auswahl der Künstler und Arbeiten erntete jedoch häufig Kritik.
Die Ausstellungsmacher betrachteten die documenta als eine „Bildungsinstitution“, schlossen sich in den Kreis der zu Bildenden aber auch selbst mit ein. So schrieb Buergel im Dezember 2005, im Zusammenhang mit der Formulierung der drei Leitmotive der documenta 12: „[…] schließlich machen wir die Ausstellung, um etwas herauszufinden.“ In einer Veröffentlichung der documenta 12 aus dem November 2006 wurde, im Zusammenhang mit dem documenta-12-Beirat und dem Zeitschriftenprojekt, auch ausdrücklich eine „Devise“ angesprochen: „Wir machen eine Ausstellung, um etwas zu erfahren“. Als Versuch, etwas über Menschen und Kunst zu erfahren, kann auch die erste Aktion der documenta 12 gelten, die bereits 2006 startete: Would you like to participate in an artistic experience?.
In ihren Veröffentlichungen im Vorfeld warnten die Ausstellungsmacher die Besucher, dass ihnen auf der documenta 12 keine leichtverständliche Kunst geboten wird, trösteten diese aber gleichzeitig darüber hinweg, dass nicht alles verstanden werden kann oder muss:

„Die BesucherInnen der documenta 12 sind eingeladen, sich mit Kunst zu beschäftigen, die sich selten einfach, häufiger gar nicht verstehen lässt. Die Ausstellung wird ihr Publikum fordern und auffordern, sich auf die ästhetische Erfahrung und die mit ihr verbundenen Entdeckungen einzulassen. In der documenta 12 werden die Besucher angehalten, ihre eigenen Wahrnehmungsgewohnheiten zu betrachten und an sich selbst zu arbeiten. […] Dass das Vergnügen und die Herausforderung des Ausstellungsbesuchs jenseits rationalen Verstehens liegen, ist eine Erfahrung, die viele BesucherInnen der vergangenen documenta-Ausstellungen gemacht haben. Gerade auf die Bereitschaft des Publikums, sich auf eine solche Begegnung einzulassen, setzen die AusstellungsmacherInnen – und auf die Kraft der Kunst.“

In einem Zeitungsinterview kurz vor der Eröffnung der Ausstellung wurde auch Betty, eine Porträtmalerei Gerhard Richters, angesprochen, die zwischen zwei abstrakte Arbeiten von Lee Lozano in einen Raum des Fridericianums gehängt wurde. Buergel und Noack spannten auf Nachfragen zu den Bezügen zwischen den Werken einen weiten Interpretationsbogen vom russischen Suprematismus bis zu Ulrike Meinhof. Auf die Frage des Interviewers: „Glauben Sie im Ernst, dass all das dem Publikum ‚visuell einleuchtet‘?“, antwortete Noack:

„Das Publikum wird das natürlich nicht alles wahrnehmen. Damit müssen wir leben. Zeitgenössische Kunst braucht Hingabe, jahrelange Hingabe. Man kann sie nicht so einfach unterm Arm mitnehmen. Aber: Auch den Experten wird es bei unserer Documenta an Interpretationswissen fehlen. Da sind dann alle wieder fast auf dem gleichen Stand. Doch nur wenn jemand etwas nicht weiß, heißt das noch lange nicht, dass er nicht schauen und sich involvieren soll.“

### Leitmotive
Bereits im Dezember 2005 formulierte Buergel drei von ihm so bezeichnete Leitmotive in Frageform, an denen sich die documenta 12 orientieren sollte.
Ist die Moderne unsere Antike? Stellte die Frage nach der aktuellen Bedeutung des Begriffs der Moderne.

„[…] Nach den totalitären Katastrophen des 20. Jahrhunderts (den gleichen Katastrophen, die sie ins Werk setzte) scheint die Moderne in Trümmern zu liegen und vollkommen kompromittiert […] Dennoch ist das Vorstellungsvermögen vieler Menschen von modernen Formen und Visionen tief durchdrungen, und das bedeutet nicht nur Bauhaus, sondern auch Konzepte der Moderne wie ‚Identität‘ oder ‚Kultur‘, die aus der aktuellen Diskussion nicht wegzudenken sind. Kurz, es scheint, als stünden wir zugleich außerhalb und innerhalb der Moderne. […]“

Was ist das bloße Leben? Meinte das Spektrum von körperlicher Verletzlichkeit bis zur Ekstase und dessen Behandlung in der Kunst. Der Begriff des bloßen Lebens findet sich bei dem zeitgenössischen italienischen Philosophen Giorgio Agamben, dieser wiederum hat ihn aus Walter Benjamins Zur Kritik der Gewalt entlehnt.

„[…] Das bloße Leben kennt eine apokalyptische und unmissverständlich politische Dimension, an deren Ende die Folter und das Konzentrationslager stehen. Es lässt sich auf diesen apokalyptischen Aspekt aber nicht reduzieren, denn es kennt auch eine lyrische oder sogar ekstatische Seite – eine Freiheit für neue und unerwartete Möglichkeiten […]. Mitunter gelingt es der Kunst, die Trennung zwischen schmerzvoller Unterwerfung und jauchzender Befreiung vergessen zu machen. […]“

Was tun? Zielte auf die Vermittlung von Kunst und die Bedeutung dieses Vorgangs im Rahmen von Bildung. „Was tun, spricht Zeus […]“ findet sich als geflügeltes Wort bereits bei Friedrich Schiller. Über einen Roman von Nikolai Gawrilowitsch Tschernyschewski wurde „Was tun?“ titelgebend für ein Hauptwerk Lenins.

„[…] In der Kunst und ihrer Vermittlung spiegelt sich der globale Prozess kultureller Übersetzung, der wiederum die Chance einer allumfassenden öffentlichen Debatte bietet. Ein Publikum zu bilden bedeutet, nicht nur Lernprozesse anzustoßen, sondern für eine Öffentlichkeit tatsächlich zu sorgen. Heute erscheint ästhetische Bildung als die einzig tragfähige Alternative zu Didaktik und Akademismus auf der einen und Warenfetischismus auf der anderen Seite.“

In einer Veröffentlichung der documenta 12 aus dem November 2006 wurden die Leitmotive als „Drei Fragen an die Kunst und ihr Publikum“ eingeordnet. Die Leitmotive waren jetzt „Leitfragen“, die sich der künstlerischen Leitung „[…] in der Auseinandersetzung mit zeitgenössischer Kunst aufgedrängt haben.“ Die Ausstellungsmacher betonten: „Diese Fragen werden in der Ausstellung keine unmittelbaren, dafür jedoch viele vermittelte Antworten finden.“
Welche Bedeutung die Leitmotive bei der konkreten Gestaltung der Ausstellung letztendlich hatten, lässt sich schwer einschätzen. Eine Funktion erfüllten sie als quasi Diskussionsgrundlage für das Zeitschriftenprojekt der documenta 12. Eine Rolle hatten sie auch als Teil der Kunstvermittlung im Rahmen der documenta 12. So wurden drei Audio-Guides zu den Leitmotiven bereitgestellt. In ihnen waren in jeweils etwa 1-stündigen Vorträgen Arbeiten der documenta 12 unter dem Gesichtspunkt des jeweiligen Motives erläutert. Sowohl die Audio-Guides, als auch die offiziellen Führer durch die Ausstellung („Kunstvermittler“) nutzten die Leitmotive häufig dazu, um auf ihrer Basis Verbindungen und Assoziationen zwischen einzelnen Arbeiten herzustellen, beziehungsweise dem Zuhörer anzubieten.

### Zeitschriftenprojekt
Bereits während der Vorbereitungsphase der documenta 12 wurden die vom künstlerischen Leiter formulierten Leitmotive innerhalb eines von Georg Schöllhammer geleiteten Zeitschriftenprojekts von mehr als 80 Zeitschriften, Magazinen und Online-Medien weltweit diskutiert. Die documenta 12 fasste die von den Redaktionen geführten Debatten zusammen. Das Ergebnis bildeten die documenta 12 magazines, insgesamt drei Veröffentlichungen, die als Zeitschrift der Zeitschriften fungierten. Sie wurden über den Buchhandel vertrieben und sollten, so die Ausstellungsmacher, „[…] den LeserInnen und den BesucherInnen der documenta 12 zur Navigation dienen.“. Allerdings bot sich mit dem im Vorfeld der Ausstellung gestarteten Zeitschriftenprojekt auch für die Ausstellungsmacher eine zusätzliche Möglichkeit, nach für sie relevanten Themen, Künstlern und Arbeiten Ausschau zu halten.

### documenta-12-Beirat
Im Vorfeld der Ausstellung wurde in Kassel der documenta-12-Beirat ins Leben gerufen. Dieser bestand aus rund 40 Personen und kam seit Beginn des Jahres 2006 regelmäßig zusammen. Die Ausstellungsmacher wollten mit seiner Hilfe lokale Erfahrungen aus den Bereichen Bildung, Stadtplanung, Arbeitswelt, Wissenschaft, sozialer Arbeit, politischen Organisationen, Religion und Kultur sowie Kinder- und Jugendarbeit in die Ausgestaltung der documenta 12 einfließen lassen. Sie ordneten den Beirat – ebenso wie das Zeitschriftenprojekt (documenta 12 magazines) – ihrer Devise Wir machen eine Ausstellung, um etwas zu erfahren zu. Gemeint war der Versuch, „lokales Wissen an verschiedenen Orten der Welt in Beziehung [zu] setzen – und auch die Menschen, die darüber verfügen“.

### Kunstvermittlung
Während der Vorbereitung des Ausstellungsprozesses der documenta 12 wurde von den Ausstellungsmachern Roger Buergel und Ruth Noack der Stellenwert der Kunstvermittlung herausgestellt. Diese sei keine Zusatzdienstleistung, sondern „integraler Bestandteil der kuratorischen Komposition“. Die Macher betonten „Wie das Leben hat die Kunst keinen Sinn; Sinn muss hergestellt werden“. Und auch: Das Publikum ist nicht einfach da, sondern muss hergestellt werden. Die Kunstvermittlung erhielt damit eine bedeutsame Funktion im Kontakt zur Öffentlichkeit von Kunst. Im Vorfeld wurde in diesem Zusammenhang der Begriff „Palmenhaine“ geprägt. Diese wären als Teil der Ausstellungsarchitektur sowohl Orte der Kontemplation, als auch der Diskussion.
Die Palmenhaine waren als Metapher und Leitmotiv verstanden. Als sichtbare Orte in der Ausstellungsöffentlichkeit, anhand derer man sah, wie sich die Öffentlichkeit über Werke der Kunst austauschten. Diese Orte stellten sich als Markierungen dar, viele waren mit Stühlen aus einem künstlerischen Beitrags Ai Wei Weis bestückt. Eine ironische Installation in dieser Hinsicht wurde von Gerwald Rockenschaub beigetragen. Die damalig etablierte Bezeichnung „Guides“ wurde gegen Kunstvermittler ausgetauscht – ein Begriff, der in der damaligen Diskussion angebrachter erschien und theoretisch Rückhalt erhielt. Es haben sich im Anschluss national und international Tagungen und Symposien mit neuen Formen der Vermittlung auseinandergesetzt, diskutiert und publiziert.
Die Beschilderung der Arbeiten innerhalb der Ausstellung bestand in der Regel nur aus dem Künstlernamen, dem Titel und Entstehungsjahr der Arbeit, sowie Angaben zur Materialität. Auf weitere Informationen, wie beispielsweise die Nationalität des Künstlers, war verzichtet worden um, wie Noack erläuterte, den Betrachter unvoreingenommen zu belassen. Diese Vorgehensweise der Ausstellungsmacher stieß nicht bei allen Besuchern auf Verständnis.
Der Katalog der documenta 12 wurde chronologisch, nach dem Entstehungsjahr der jeweiligen Arbeit, geordnet. Jeder Künstler ist dort mit mindestens einer Arbeit vertreten. Da viele jedoch mit mehreren Arbeiten auf der documenta 12 präsent waren, existieren zu einem großen Teil der Arbeiten keine Katalogtexte. Die jeweiligen Texte stammten von unterschiedlichen Autoren und unterscheiden sich stark in Duktus und Qualität. Erst mehrere Wochen nach Ausstellungsbeginn wurden frei zugängliche Kataloge innerhalb der Ausstellungsorte ausgelegt.
Die documenta 12 bot die Möglichkeit, sogenannte Audio-Guides in Form von mp3-Dateien zu nutzen. Das Angebot entsprechende Player auszuleihen wurde rege genutzt, zahlreiche Besucher durchwanderten die Ausstellung bestückt mit Ohrhörern. Angeboten wurden von Buergel gesprochene Texte zu den einzelnen Ausstellungsstandorten. Allerdings deckten diese Guides nur einen verhältnismäßig kleinen Ausschnitt der jeweiligen Ausstellungsfläche des Gebäudes ab. Inhaltlich lag ihr Schwerpunkt weniger auf sachlichen Hintergrundinformationen zu den Arbeiten, vielmehr bot der künstlerische Leiter den Zuhörern vorrangig Assoziations- und Verknüpfungsansätze zwischen den einzelnen Arbeiten an. Zusätzlich wurden drei Audio-Guides zu den Leitmotiven der documenta 12 bereitgestellt, die sich vor deren Hintergrund mit einigen ausgewählten Arbeiten an unterschiedlichen Ausstellungsstandorten beschäftigten.

### Finanzierung
Der Etat der documenta 12 betrug ursprünglich 19 Millionen Euro. Er setzte sich zusammen aus den eingeplanten Einnahmen durch Karten- und Katalogverkauf, sowie aus Zuschüssen der öffentlichen Hand und von Unternehmen als Sponsoren. Öffentliche Mittel flossen vom Land Hessen, der Stadt Kassel, sowie der Kulturstiftung des Bundes. So bezeichnete Hauptsponsoren der documenta 12, die in Veröffentlichungen samt Unternehmenslogo genannt wurden, waren der Automobilhersteller Saab und die Sparkassen-Finanzgruppe.
Der Gesamtetat von 19 Millionen Euro war zum Großteil für die Infrastruktur der Ausstellung verplant. Nur ein Zehntel, also etwa 2 Millionen Euro, standen dem künstlerischen Leiter für die Realisierung seiner kuratorischen Vorstellungen zur Verfügung. In diesem Zusammenhang sorgte ab Ende 2006 insbesondere die Finanzierung des von Buergel initiierten Bauvorhabens Aue-Pavillon mit Kosten von ca. 3,5 Millionen Euro für Spekulationen über eine mögliche Deckungslücke. Noch im April 2007, Monate nach dem Baubeginn, sprach Buergel in einem Interview davon, dass dessen Finanzierung noch immer nicht gesichert sei und sagte: „Man sucht nach Finanzierungsformen. Ich kann aber nicht warten, bis ich das Geld habe. Das ist wie eine Filmproduktion: Man fängt an zu drehen, ehe man das Geld zusammenhat.“ Er erläuterte, dass er auf Privatpersonen als Sponsoren setze, Mitglieder einer „globalen Bourgeoisie“. Im Mai 2007 erklärte Buergel die Finanzierung schließlich für gesichert. Ein von ihm ins Leben gerufener documenta-Freundeskreis würde Mehrkosten über den offiziellen Etat hinaus übernehmen.

### Öffentlichkeitsarbeit
Im Februar 2006 wurde das Logo der documenta 12 vorgestellt, eine Strichliste, die die Zahl zwölf abbildet. Gestaltet wurde es von der Wiener Grafikerin Martha Stutteregger. Ende April 2007 startete die Plakataktion der documenta 12. Grundlage bildeten verfremdete Blütenabbildungen, entstanden im Gewächshaus des Bergpark Wilhelmshöhe. In 70 Städten innerhalb Deutschlands kamen fünf unterschiedliche Motive zum Einsatz. Ende Mai 2007 wurde ein Kinotrailer für die documenta 12 veröffentlicht. Der etwa 45 Sekunden lange Spot zeigte Fußgänger und deren Schattenwurf. Die Aufnahmen waren ein Ausschnitt eines Kurzfilmes des Künstlers und Filmemachers Mark Lewis aus dem Jahr 2005 und entstanden im Londoner Financial District. Das visuelle Erscheinungsbild nebst einer eigenen Schriftart wurde von dem Designbüro Vier5 entwickelt.
Die documenta 12 wurde offiziell am Samstag, dem 16. Juni 2007 um 10:00 durch den deutschen Bundespräsidenten, Horst Köhler, eröffnet. Bereits am Nachmittag des 13. Juni wurde die Ausstellung für akkreditierte Pressevertreter, sowie ganztägig am 14. und 15. Juni für Presse und ausgewählte Gäste im Rahmen einer Preview geöffnet. An diesen Tagen bestand auch die Möglichkeit, die Künstler bei ihren ausgestellten Arbeiten anzutreffen und mit ihnen Gespräche zu führen. Bei der Eröffnungspressekonferenz, am 13. Juni 2007 in der Stadthalle Kassels, waren 2700 Journalisten aus aller Welt akkreditiert. In einer Veröffentlichung Ende Mai 2007 luden die Organisatoren der documenta 12 für den Vorabend der offiziellen Eröffnung, den 15. Juni, auf „[…] ein großes Fest für die BürgerInnen der Stadt und alle documenta-Interessierten […]“ im Bergpark Wilhelmshöhe ein. Dies anstelle eines „[…] exklusiven Cocktailempfang[s] für geladene Gäste […]“ um – wie die Organisatoren schreiben – der Verbundenheit mit „[…] der Stadt Kassel und ihren Menschen […] Ausdruck [zu] verleihen.“
Von den Ausstellungsmachern Buergel und Noack sind zahlreiche kritische Bemerkungen wie „Biennale Unwesen“ (Buergel) und „Leistungsschau“ (Noack) zu anderen Ausstellungen von Gegenwartskunst überliefert. Sie betonten immer wieder, dass die documenta 12 hier durchaus als Gegenentwurf zu verstehen sei. Das hinderte die documenta und Museum Fridericianum Veranstaltungs-GmbH aber nicht daran, sich der Plattform Grand Tour 2007 anzuschließen. Dort waren außerdem drei weitere Kunstausstellungen des Sommers 2007 vertreten, die Skulptur.Projekte in Münster, die Biennale di Venezia und die Art Basel. Faktisch handelte es sich um den Versuch, zusammen Reisearrangements zu vermarkten, gemeinsame kuratorische oder künstlerische Ansätze waren damit nicht verbunden.

## Ausstellungsarchitektur
Die documenta 12 nutzte, wie auch schon die vorhergehenden, mehrere Gebäude innerhalb Kassels als Ausstellungsorte. Es handelte sich dabei um insgesamt sechs Bauwerke aus unterschiedlichen Entstehungszeiten und mit unterschiedlichen architektonischen Rahmenbedingungen. Für die Ausstellungsmacher stellte sich nicht nur die Frage nach Gestaltung und Lichtsetzung innerhalb dieser Räumlichkeiten, sie standen auch vor der Entscheidung, welche Arbeiten in welchem Gebäude präsentiert werden sollen. Grundsätzlich war – wie schon bei den letzten documenta-Ausstellungen – zu klären, welche Gebäude überhaupt verwendet werden. Bei der Documenta11 im Jahr 2002 hatte sich deren künstlerischer Leiter, Okwui Enwezor, entschieden, ein leerstehendes ehemaliges Brauereigebäude zu nutzen, um auf den gestiegenen Flächenbedarf und die gewachsenen Besucherzahlen der letzten Jahrzehnte zu reagieren. Roger M. Buergel ließ stattdessen für die Dauer der Ausstellung ein komplett neues Bauwerk als Hauptausstellungsort errichten, den Aue-Pavillon, der bereits im Vorfeld für Aufmerksamkeit und Diskussionen sorgte. Zwar waren schon auf früheren documenta-Ausstellungen temporäre Bauten zum Einsatz gekommen, jedoch nicht in solchen Dimensionen.
In Veröffentlichungen zur Ausstellungsarchitektur beriefen sich Buergel und Noack auf Arnold Bode, den Leiter der ersten documenta-Ausstellungen, und verwiesen auch auf Konzepte von Friedrich Kiesler in den USA und von Lina Bo Bardi in Brasilien. Kernmerkmale der Ausstellungsarchitektur bildeten der Versuch, bestehender Architektur ihren Charakter zurückzugeben sowie die Abwendung vom Konzept des White Cube.
Charakter zurückgeben

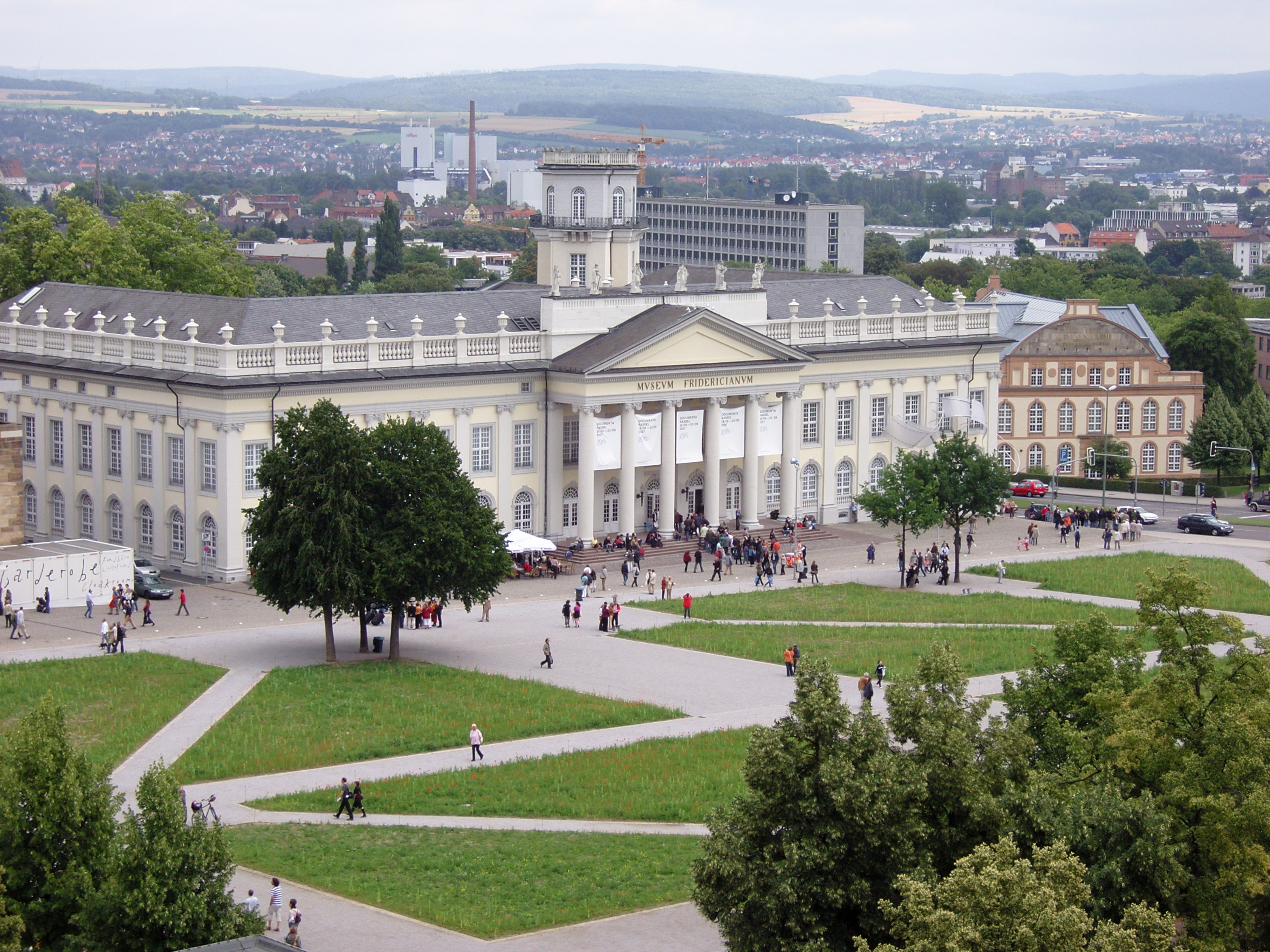
Das Fridericianum während der documenta 12 mit dem inzwischen erblühten Mohnfeld auf dem Friedrichsplatz

Mit dem Fridericianum aus dem 18. Jahrhundert und der Neuen Galerie aus dem 19. Jahrhundert waren zwei historische Gebäude zentrale Ausstellungsorte der documenta 12. Diese Bauwerke bilden die Formensprache ihrer Entstehungszeit heute jedoch nur noch auf ihrer Fassade ab. Die Innenräume wurden stattdessen in den Jahrzehnten nach deren Zerstörung im Zweiten Weltkrieg in Raumkonzeptionen und mit Stilelementen wiederaufgebaut, die in der Tradition der Modernen Architektur stehen. Die documenta 12-Kuratorin Ruth Noack sprach in diesem Zusammenhang auch von „Verschandelung“.
Die Ausstellungsmacher der documenta 12 wollten mit ihrer Ausstellungsarchitektur den jeweiligen Gebäuden ihren „Charakter zurückgeben“ (Noack) und an deren ursprüngliche Nutzungen anknüpfen: Im Museum Fridericianum sahen die Ausstellungsmacher ein ehemaliges naturwissenschaftliches Museum und Wunderkammer. Die Neue Galerie interpretieren sie als ein bürgerliches Museum mit intimer Kabinett-Struktur. In der modernen documenta-Halle aus dem späten 20. Jahrhundert, insbesondere in deren großer Halle, sahen sie eine öffentliche Agora.
Abwendung vom White Cube
Auf der documenta 12 wurde mit der als White Cube (weißer Würfel) bezeichneten und etablierten Ausstellungsarchitektur, die ihre Wurzeln in der Modernen Architektur des 20. Jahrhunderts hat, gebrochen. So wurden Wände farbig, statt nur weiß gestaltet. Insbesondere Rot- und Grüntöne kamen bei der Farbgebung von Wand- und Bodenflächen zum Einsatz. Ein strenges, durchgehendes Farbkonzept ist in diesem Zusammenhang allerdings nicht bekannt.
Die künstlerischen Arbeiten wurden überwiegend als großräumige Zusammenstellungen statt als Einzelarbeiten in abgeschlossenen Räumen präsentiert. Buergel beklagte im April 2007 auf einer Pressekonferenz, die meisten Künstler kämen mit dem Wunsch auf ihn zu „gib mir meine Schuhschachtel“. Buergel betonte, dass er ein anderes Konzept verfolgt, eine „Durchdringung und eine Kommunikation der Formen“. Er kritisierte in diesem Zusammenhang das „Biennale Unwesen“, durch das viele Künstler „verdorben“ seien und betonte, documenta arbeite hier „an einem anderen Modell“.
Das Konzept der großräumigen, gemeinsamen Präsentation konnten die Ausstellungsmacher im von ihnen selbst gestalteten Aue-Pavillon mit seinem offenen Grundriss am augenfälligsten umsetzen. In der kleinteiligen Architektur der Neuen Galerie überwogen Einzelräume, die einzelnen Künstlern zur Verfügung standen. Innerhalb des Fridericianums fanden sich beide Ansätze.

## Ausstellungsorte
Die documenta 12 nutzte sechs Ausstellungsorte innerhalb Kassels. Neben den bereits während früherer documenta-Ausstellungen verwendeten Gebäuden Fridericianum, Neue Galerie und documenta-Halle wurde zur documenta 12 als temporäres Bauwerk der Aue-Pavillon erstellt. Die Ausstellung bezog erstmals auch das Schloss Wilhelmshöhe im Bergpark Wilhelmshöhe ein. Schloss und Park liegen am westlichen Stadtrand, und damit von den zentralen Ausstellungsgebäuden in der Innenstadt entfernt. Nördlich der Innenstadt befindet sich das ebenfalls erstmals genutzte Kulturzentrum Schlachthof. Als Hauptausstellungsorte können aufgrund der genutzten Fläche der Aue-Pavillon, das Fridericianum und die Neue Galerie gelten. Die Ausstellungsfläche in den anderen drei Gebäuden war demgegenüber wesentlich kleiner.
Wie auch schon bei vorhergehenden documenta-Ausstellungen gab es neben den künstlerischen Arbeiten, die innerhalb der Ausstellungsgebäude präsentiert wurden, zusätzlich mehrere Außenarbeiten.

### Aue-Pavillon
Ab Anfang 2007 entstand auf Initiative des künstlerischen Leiters der documenta 12, Roger-Martin Buergel, der von den Ausstellungsmachern so bezeichnete Aue-Pavillon. Der Name des temporären Bauwerks leitete sich von seinem Standort ab, der innerstädtischen Parkanlage Karlsaue. Auf dem Rasen vor dem Gebäude der dortigen Orangerie wurde für die Dauer der documenta 12 eine zusätzliche Ausstellungsfläche von 9 500 Quadratmetern installiert. Der Aue-Pavillon verfügte damit über die größte Fläche aller Standorte, hier wurden Arbeiten von 57 Künstlern gezeigt.

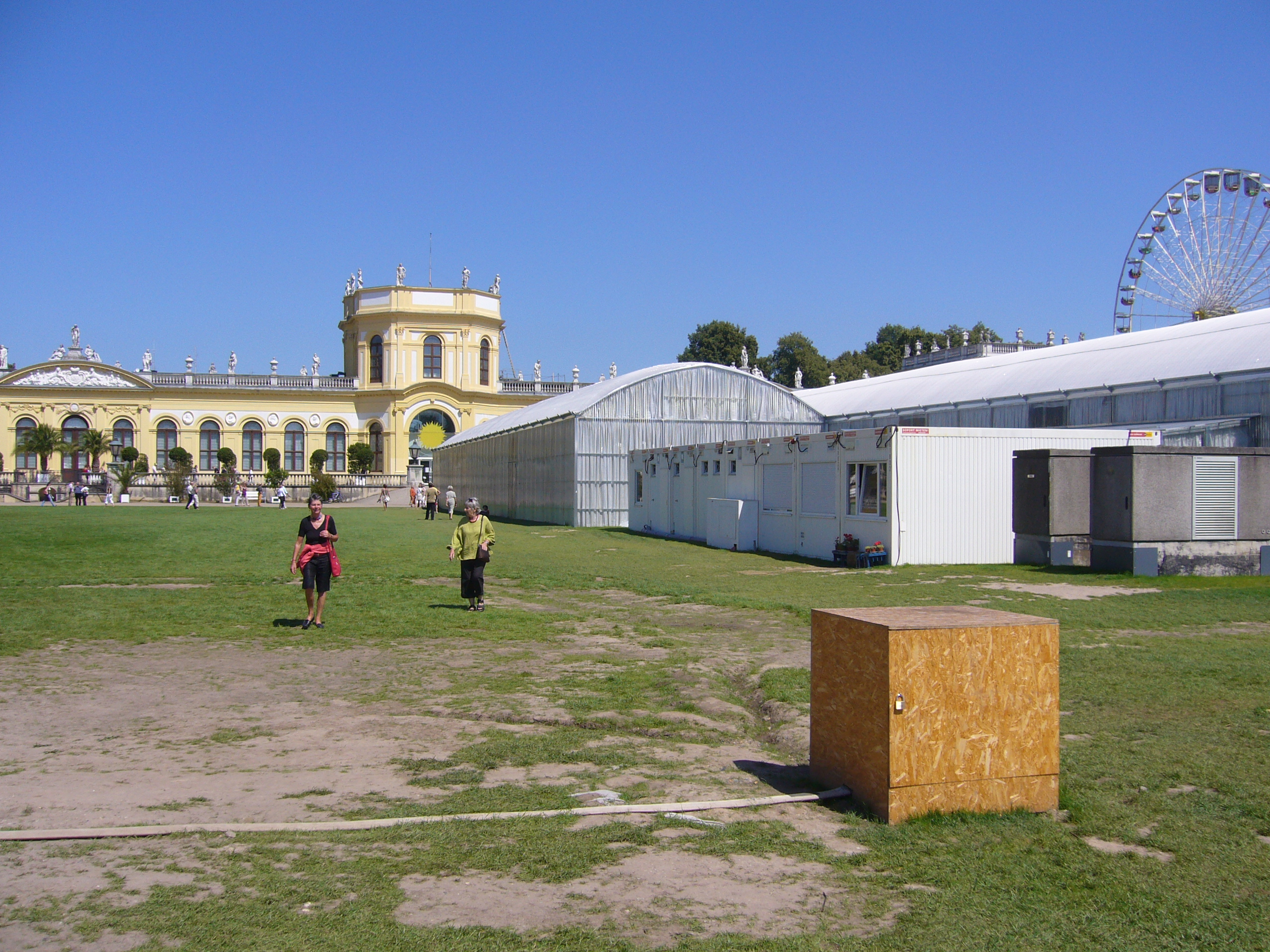
Außenansicht des Aue-Pavillons (im Hintergrund: Orangerie)

Die Ausstellungsmacher bezeichneten in Veröffentlichungen zur Ausstellungsarchitektur das vom Pariser Büro Lacaton & Vassal entworfene Bauwerk als ein „[…] dezidiert zeitgenössisches, aber auch temporäres Gebäude […]“ und sahen es in enger Beziehung zur benachbarten Orangerie und zur Gartenarchitektur der Karlsaue. Sie verwiesen auf den Topos des „Kristallpalastes“, jener Ausstellungsarchitektur für Weltausstellungen, wie den Crystal Palace von Joseph Paxton aus dem Jahr 1851 in London und den Grand Palais in Paris von 1900. Die Lokalpresse verwendete im Frühjahr 2007 für das Bauwerk die bescheidenere Bezeichnung „Gärtnerei“. Im April 2007 distanzierten sich die Architekten in Presseinterviews von der Umsetzung ihres Entwurfs, in die sie seit Beginn des Jahres nicht mehr einbezogen worden seien. Sie bemängelten die Abschottung und künstliche Klimatisierung des Gebäudes, die dem Gedanken eines Pavillons innerhalb einer Parklandschaft entgegenliefen. Buergel verteidigte diese Maßnahmen mit konservatorischen und kuratorischen Gründen, insbesondere der Notwendigkeit, die ausgestellten Kunstwerke vor zu viel Lichteinfall zu schützen. Er sprach auf einer Pressekonferenz im April 2007 von „Streit“ und betonte, dass sich die „Architektur der Kunst unterzuordnen hat“.
Konstruktion und Architektur

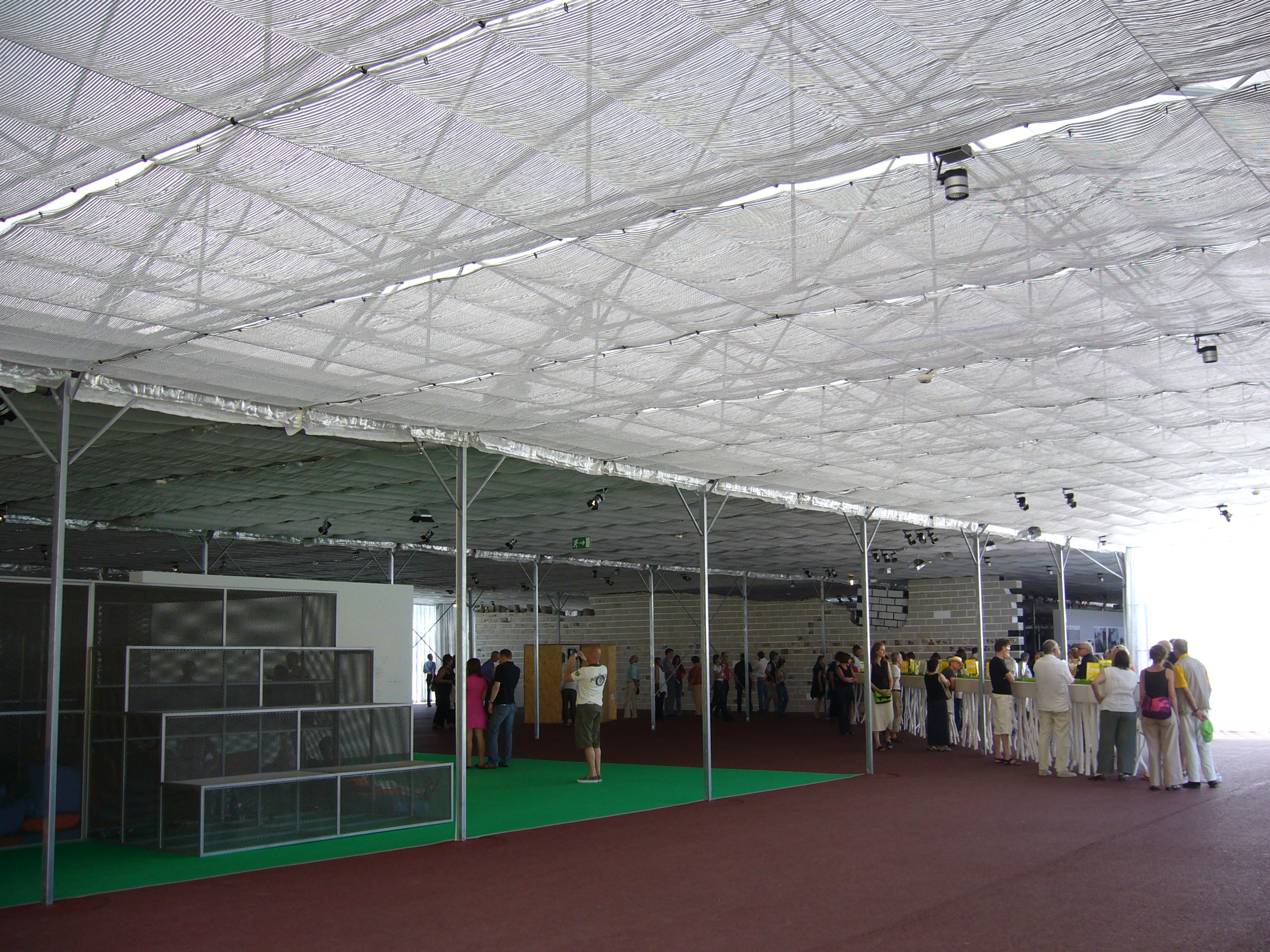
Innenansicht des Aue-Pavillons

Der Aue-Pavillon bildete annähernd eine U-Form, bei der der westliche Flügel allerdings kürzer, dafür aber breiter, als der östliche ausgeführt wurde. Er basierte auf einem Gewächshaus-System des französischen Herstellers Filclair mit Stahltragwerk, Tonnendach sowie Außenwänden aus transparentem Polycarbonat. Der eingeschossige Gesamtkomplex setzte sich aus 49 Basismodulen zusammen, die jeweils eine Länge von 20, eine Breite von 9,60 und eine Höhe von 5,93 Metern besaßen. Die parallel in Nord-Süd-Richtung ausgerichteten und aneinander gekoppelten Einzelmodule und ihre Tonnendächer bedingten lange, innenliegende Dachentwässerungen. Deren volle Funktionalität war zur Eröffnung der Ausstellung nicht gegeben, noch Wochen später kam es bei Starkregen zu Wassereintritt in den Innenraum. Der für die documenta-12-Architektur verantwortliche Tim Hupe sprach Ende Juni gegenüber einer Zeitung außerdem von Wasser, das am Fuß der Polycarbonat-Fassade in das Gebäudeinnere eindringe. In diesem Zusammenhang wurden später auch Entwässerungsgräben und mittels Pumpen entwässerte Sickerschächte rund um das Gebäude angelegt.
Das Tonnendach besaß eine Tragkonstruktion aus einzelnen Stahl-Fachwerkbindern. Das darüberliegende Dach war ein Tragluftdach: elektrische Gebläse sorgten für die Form und Stabilität einer transparenten Hülle. Die 20 Meter langen Seitenwände der Module wurden von jeweils 6 Stützen getragen. Für den Innenraum des Aue-Pavillons ergab sich dadurch ein Konstruktions- beziehungsweise Stützenraster von 9,60 auf 4,00 Meter. Die Bodenfläche bestand aus Asphalt, der in einem Rotton gestrichen wurde. Eine ebene und fugenfreie Ausführung der Bodenfläche gelang nicht.
Silbrigweißes Gewebe auf der Außenseite der Dachfläche reduzierte den Tageslichteinfall. An der Innenseite der Außenwände hingen raumhoch weiße Vorhänge mit eingewebten Aluminiumstreifen (Revolux von Svensson), wie sie auch in der Gewächshaustechnik eingesetzt werden. Unterschiedliche Typen dieser Vorhänge besaßen einen unterschiedlich hohen Anteil an Aluminiumstreifen. Dadurch variierte deren Lichtdurchlässigkeit, was zur Bildung einzelner Zonen unterschiedlicher Beleuchtung für unterschiedliche künstlerische Arbeiten genutzt wurde. Diese Zonierung wurde allerdings durch die Notausgänge unterbrochen: diese mussten völlig unverhüllt bleiben. Insbesondere in den weniger stark abgedunkelten Bereichen war ein Wechsel der Außenlichtverhältnisse – Sonnenschein oder Bewölkung – auch im Innenraum deutlich wahrnehmbar. Teilbereiche der Außenwände waren nicht mit Vorhängen versehen, sondern schwarz lackiert. Diese schwarzen Flächen verhinderten zwar den Außenlichteinfall, heizten sich unter direkter Sonnenlichteinstrahlung jedoch stark auf. Ganze Außenwandbereiche wurden dann zu unerwünschten sommerlichen Heizkörpern. Die hohe Temperatur der schwarzen Polycarbonat-Elemente führte außerdem dazu, dass sich diese deutlich sichtbar s-förmig verformten. Nach einigen Wochen wurden diese schwarzen Teilbereiche außenseitig überstrichen, diesmal in der bauphysikalisch geeigneteren Farbe Weiß.
Unterhalb des Tonnendachs, in etwa vier Meter Höhe, wurde eine halbtransparente Zwischendecke eingezogen. Dabei kam das Revolux-Gewebe zum Einsatz, das auch für die Verhängung der Außenwände genutzt wurde. Unterhalb der Zwischendecke hingen einzelne Spots, die neben dem durch die transparenten Seitenwände einfallenden natürlichem Licht als Punktlichtquellen für die künstliche Ausleuchtung einzelner Arbeiten sorgten.
Ausstellungskonzept
Der Innenraum des Aue-Pavillons war – von einer kleinen Cafeteria abgesehen – ausschließlich den Kunstwerken vorbehalten. Infrastruktur, wie WCs, und auch die Klimatechnik lagen außerhalb der Gebäudehülle, was dort zu einigen gestalterischen Problemen führte: der documenta-Besucher begegnete einem Materialmix aus Blech, Waschbeton, Holz und Goldfolie. Der Eingang des Aue-Pavillons befand sich am östlichen, der Ausgang am westlichen Schenkel des U-förmigen Grundrisses. Den Besuchern war somit eine Richtung vorgegeben. Innerhalb der Ausstellungsfläche gab es allerdings keine zwingend festgelegte Wegeführung zwischen den Arbeiten. Das Gebäude und sein großer, offener Grundriss ermöglichten auch bei starkem Besucherandrang eine, im Vergleich zu den anderen Standorten, gute Zugänglichkeit der einzelnen Werke.
Die ausgestellten Arbeiten befanden sich, von wenigen Ausnahmen abgesehen, nicht an der Außenwand, sondern waren zur Gebäudemitte hin platziert, beziehungsweise an dort aufgestellten Stellwänden angebracht. An der Außenwand standen die historischen Holzstühle aus Ai Weiweis Arbeit Fairytale, die von den Besuchern benutzt werden konnten. Die Stellwände waren in einem matten Hellgrau lackiert, etwa 3 Meter hoch und ca. 30 cm stark. Sie besaßen an ihrer Unterkante eine umlaufende, etwa 1 cm hohe Schattenfuge zum Fußboden.
In Veröffentlichungen zur Ausstellungsarchitektur erläuterten Buergel und Noack, dass sich der Aue-Pavillon in drei Zonen mit unterschiedlichen architektonischen Konzepten gliedere: dem vergleichsweise offenen Eingangsbereich mit wenigen orthogonalen Stellwänden folge ein zweites Drittel, das die Ausstellungsmacher als ein Labyrinth verstanden wissen wollten. Dessen Stellwände sollten die Achsen der umgebenden Parkanlage aufgreifen – ein Zusammenhang, der sich dem Besucher im abgeschlossenen Innenraum nicht ohne weiteres erschließen konnte. Das letzte Drittel sollte als White Cube interpretiert werden, der jedoch „gebrochen“ wurde: eine Verglasung der Nordfassade öffnete den Raum zum Gebäude der Orangerie.
Insbesondere im vorderen Drittel fanden sich großräumigen Einzelinstallationen, beispielsweise Siegesgärten von Ines Doujak, Dream (Romuald Hazoumé) und The Exploitation of the Dead (Mladen Stilinović).
Palmenhaine
Bei den unter dem Stichwort Palmenhaine angekündigten Orten der Kunstvermittlung auf der documenta 12 handelte es sich um 12 durch farbige Bodenmarkierungen abgegrenzte Bereiche. Diese Zonen hatten eine Fläche von jeweils ungefähr 20 Quadratmetern und waren mit etwa 20 kreisförmig oder quadratisch angeordneten historischen Holzstühlen aus Ai Weiweis Arbeit Fairytale ausgestattet. Die Palmenhaine dienten geführten Besuchergruppen als Zwischenstopp und als Möglichkeit für den Führer („Kunstvermittler“), Gesprächsrunden zu bilden. Die Ausstellungsmacher hatten in Veröffentlichungen im Vorfeld von den Palmenhainen als „Ruhe-Inseln inmitten der documenta 12“ gesprochen. Je nach Lage im Gebäude wurden die Besucher jedoch in unterschiedlicher Intensität mit den Geräuschkulissen einzelner künstlerischer Installationen sowie derjenigen der Lüftungs- und Klimatechnik konfrontiert.
Außenarbeiten
In unmittelbarer Nähe des Aue-Pavillons befanden sich zwei Außenarbeiten:
- Zwischen dem Gebäude und der gegenüberliegenden Orangerie war unter dem Titel Work die 10 × 10 Meter große Rekonstruktion einer Textilarbeit aus den 1950er-Jahren von Atsuko Tanaka aufgespannt.
- Der U-artige Grundriss des Aue-Pavillons bildete einen dreiseitig umschlossenen Innenhof. Auf dieser Rasenfläche befand sich die – kurz nach der Ausstellungseröffnung umgestürzte – Außenarbeit Template von Ai Weiwei.

### Fridericianum

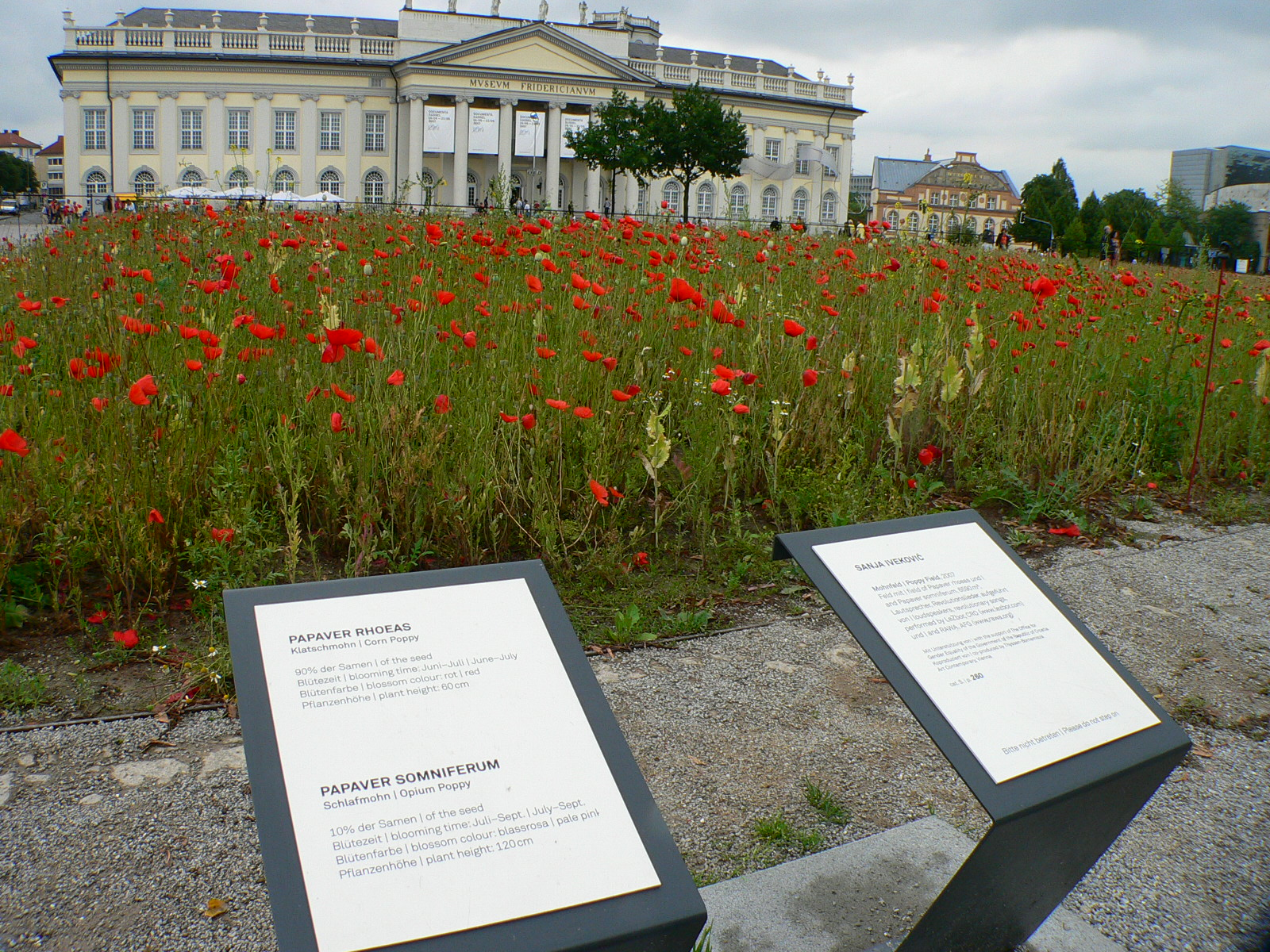
Mohnfeld vor dem Fridericianum

Das Fridericianum bildete traditionell den Hauptort früherer documenta-Ausstellungen. Während der documenta 12 wurden auf drei Geschossen mit einer Fläche von 3 800 Quadratmetern Arbeiten von 46 Künstlern präsentiert. Anlässlich der Ausstellung wurde im Gebäude eine zentrale Treppe vom Erdgeschoss zum 1. Obergeschoss ergänzt, die an die ursprüngliche Erschließung des Bauwerks anknüpfte. Die historische zentrale Treppenanlage war nach der Zerstörung im Zweiten Weltkrieg im Rahmen von mehreren Umbaumaßnahmen entfallen. Die Ausstellungsmacher äußerten während einer Pressekonferenz die Hoffnung, dass ihre Treppe über die Dauer der documenta hinaus Bestand haben werde.
In den vier großen Sälen des Hauptbaues wurden die ausgestellten Arbeiten als großräumige Zusammenstellungen präsentiert, entsprechend den Vorstellungen der Ausstellungsmacher zur documenta-12-Ausstellungsarchitektur. Kleinere Räume und die Seitentrakte waren überwiegend einzelnen Künstlern vorbehalten. Im Eingangsbereich des Fridericianums wurden die Seitenwände raumhoch mit Spiegeln verkleidet. Die anderen Wände im Erdgeschoss wurden in einem Rotton, die im 1. Obergeschoss in einem Grünton gestaltet. Das 2. Obergeschoss war hellbraun gehalten, ebenso der ergänzte Treppenraum. Die Fensterflächen wurden unterschiedlich stark mit hellbraunen Vorhängen verhängt, um für die ausgestellten Arbeiten in den jeweiligen Räumen angepasste Lichtsituationen zu schaffen. Einige Fenster waren nicht verhängt und ermöglichten den Blick nach draußen. Im 1. Obergeschoss arbeitete eine für die documenta 12 erstellte Installation von Iole de Freitas dezidiert mit dem Bezug von innen nach außen. Gebogene Stahlrohre und Polycarbonat-Platten füllten den Innenraum und setzten sich an der Außenfassade des Fridericianums fort.
Außenarbeiten
Auf dem Friedrichsplatz, unmittelbar vor dem Fridericianum, befanden sich zwei Außenarbeiten:
- Das Mohnfeld von Sanja Iveković war eine der in den Medien meistbeachteten Arbeiten auf der documenta 12. Die auf dem Mohnfeld gepflanzten Mohnblumen sollten im Laufe der Ausstellung den gesamten Friedrichsplatz in einen „roten Platz“ (“red square”) verwandeln und spielten symbolisch auf verschiedene politische und vor allem revolutionäre Ikonographien an.[21]
- Die Installation Die Exklusive – Zur Politik des ausgeschlossenen Vierten von Andreas Siekmann stand am Rande des Mohnfeldes, errichtet rund um das historische Standbild von Landgraf Friedrich II.

### Neue Galerie
Die Neue Galerie wurde bereits während früherer documenta-Ausstellungen genutzt. Das Museum war seit 2006 wegen Renovierungsarbeiten geschlossen und soll frühestens 2009 wiedereröffnet werden, das Gebäude stand daher der documenta 12 mit seiner kompletten Fläche zur Verfügung. Auf 2 900 Quadratmetern, in zwei Obergeschossen und einem kleineren Untergeschoss, wurden die Arbeiten von 34 Künstlern gezeigt.
Viele Innenwandflächen der Neuen Galerie wurden – wie auch im Fridericianum – in einem Rot- beziehungsweise Grünton gestaltet. Die jeweils andere Farbe fand sich dann oft im Teppichbodenbelag. Das Gebäude war in großen Teilen zurückhaltend ausgeleuchtet und damit dunkler gehalten als die anderen Hauptstandorte, Aue-Pavillon und Fridericianum. In der kleinteiligen Architektur der Neuen Galerie überwogen Einzelräume, die einzelnen Künstlern zur Verfügung standen, insofern stand sie im Gegensatz zur Ausstellungskonzeption im Aue-Pavillon.
Die Ausstellungsmacher sorgten in der Neuen Galerie für eine geänderte Eingangssituation. Statt des nordöstlichen, kopfseitigen, Eingangs wurde ein Portal an der Längsseite des Gebäudes, zur Karlsaue hin, genutzt. Dadurch ergab sich die Möglichkeit, den bisherigen Foyerbereich der Galerie als Ausstellungsfläche zu nutzen. In diesem großen kopfseitigen Raum des Erdgeschosses thematisierte The Ballad of Kastriot Rexhepi von Mary Kelly den Konflikt im ehemaligen Jugoslawien. Die Arbeit, bestehend aus Textil-Fusseln in Glaskästen, war als Fries in Kopfhöhe entlang der Außenwände montiert. In der Mitte des großen Raumes war ein rundes Kabinett installiert. Hier wurde Collateral von Sheela Gowda gezeigt. In der Arbeit war Weihrauch auf den Gitternetzen von 8 Metallrahmen verbrannt worden. Der kleine Innenraum mit der empfindlichen Asche durfte nur von zwei Personen gleichzeitig betreten werden.
Gegenüber dem großen Foyer-Bereich, im Beuys-Raum, in dem sonst The pack (das Rudel) gezeigt wird, war als eine weitere Raum-im-Raum-Installation Eclipsis von Gonzalo Diaz aufgebaut.

### documenta-Halle
Die documenta-Halle wurde in den 1990er-Jahren als Ausstellungsgebäude für die documenta errichtet und seit der DOCUMENTA IX als einer ihrer Ausstellungsorte genutzt. Die Macher der documenta 12 verwendeten nur eine Teilfläche des Gebäudes für künstlerische Werke. Diese hatte eine Größe von 850 Quadratmetern, dort wurden die Arbeiten von 10 Künstlern gezeigt.
Der großflächige Eingangsbereich der documenta-Halle diente der Präsentation des Zeitschriftenprojektes der documenta 12. Außerdem fanden dort sogenannte lunch lectures (Mittagsvorträge) statt. Es handelte sich dabei um die documenta 12 und ihre Motive begleitende Vorträge und Diskussionsrunden. In diesen Bereichen dominierte die Farbe Lila in textilen Bespannungen der Fensterfronten und als Teppichbodenbelag.
Der eigentliche Ausstellungsraum wurde weitgehend von der Installation Relax, it’s only a Ghost Cosima von Bonins eingenommen. Daneben stand die Giraffe aus The Zoo Story von Peter Friedl. In einem angeschlossenen Nebenraum war der Ghost Truck von Iñigo Manglano-Ovalle aufgestellt.

### Wilhelmshöhe
Schloss Wilhelmshöhe im Bergpark Wilhelmshöhe, am westlichen Stadtrand von Kassel, wurde erstmals als Ausstellungsort der documenta genutzt. In dem Gebäude wurden die Arbeiten von 22 Künstlern gezeigt. Im Schloss verfügte die documenta 12 nur über eine verhältnismäßig kleine eigene Ausstellungsfläche von 250 Quadratmetern, die im 2. Obergeschoss lag. Schloss Wilhelmshöhe ist Standort einer Gemäldesammlung Alter Meister von Weltgeltung. Einige documenta-Arbeiten wurden in diese bestehende Dauerausstellung integriert. Im 1. Obergeschoss wurden documenta-Werke im Zusammenhang einer Sonderausstellung mit dem Titel Vom Adel der Malerei. Holland um 1700 gezeigt, die von Juni bis September 2007 stattfand.
Nicht alle Besucher der documenta 12 besuchten auch Wilhelmshöhe, insbesondere Tagesbesucher dürften sich mehrheitlich auf die zentralen Ausstellungsorte in der Innenstadt beschränkt haben. Dennoch sorgte die documenta für einen Besucheransturm in Schloss und Bergpark. Die Öffnungszeiten im Schloss waren ausgedehnt und denen der anderen Ausstellungsorte angeglichen worden.
Der Ausstellungsbereich der documenta 12 im 2. Obergeschoss wurde an den beiden Stirnseiten durch zwei Videoinstallationen begrenzt, Funk Staden von Dias & Riedweg, sowie EL DORADO von Danica Dakić. Der dazwischenliegende Trakt war der dunkelste aller documenta-Ausstellungsorte und Standort lichtempfindlicher Graphik. So wurden hier Seiten aus den Skizzenbüchern John McCrackens gezeigt, der mit seinen aus diesen Entwürfen entwickelten orthogonalen, monochromen Skulpturen an den anderen Ausstellungsorten omnipräsent war.
Im 3. Obergeschoss des Schlosses wurden zwei documenta-Arbeiten in die Sammlung alter Meister integriert. Die Schwarz-Weiß-Fotoarbeit The Splendor of Myself II von Zofia Kulik im Rembrandt-Saal sowie vier Kopfbilder aus der Serie Lost Boys von Kerry James Marshall im Frans Hals-Saal.
Außenarbeiten
Der Bergpark Wilhelmshöhe war Standort von zwei Außenarbeiten:
- Auf dem östlich dem des Schlosses vorgelagerten Hang lagen die Reisterrassen des Terraced Rice Fields Art Project von Sakarin Krue-On.
- Westlich vom Schloss, neben den barocken Terrassen des für Sanierungsarbeiten eingerüsteten Herkules-Bauwerks, standen die großformatigen Bildtafeln Shipwreck and Workers des amerikanischen Künstlers Allan Sekula.

### Kulturzentrum Schlachthof
Das Kulturzentrum Schlachthof liegt nordöstlich der Innenstadt, in der Kasseler Nordstadt. Es war erstmals Standort einer documenta und wurde im Vorfeld durch den örtlichen documenta-12-Beirat genutzt. Im Kulturzentrum Schlachthof wurden als Beiträge zur documenta 12 zwei Videoarbeiten gezeigt. In einem Raum des Obergeschosses Journal No. 1 – An Artist’s Impression von Hito Steyerl, in einem Kellerraum Them von Artur Żmijewski.
Außenarbeit
In der Nähe zum Kulturzentrum Schlachthof, am Rande das Norstadtparks, bildete The Game of Monumentality von Lin Yilin eine weiße Mauer, die temporär auch Teil einer Performance war.

### Filmprogramm
Das Filmprogramm der documenta 12 wurde bewusst von den anderen künstlerischen Arbeiten getrennt. Die Organisatoren erklärten dazu in einer Veröffentlichung: „Der Ort des Films auf der documenta 12 ist das Kino: eine schlichte Antwort auf die Debatten der letzten Jahre, wie Laufbilder im Kunstkontext wohl am besten darstellbar wären.“ Aufführungsort war das 1955 eröffnete Gloria-Kino in der Kasseler Innenstadt. Verantwortlich für die Auswahl des Filmprogrammes war Alexander Horwath, der seit 2002 als Direktor des Österreichischen Filmmuseums in Wien arbeitet. Er wählte Werke von 94 Filmemachern aus den Genres des populären Spielfilms, des Avantgardefilms, des Dokumentarfilms und des Kunstfilms. Alle Beiträge hatten ihre Entstehungszeit zwischen den 1950er-Jahren und der Gegenwart. Horwath erklärte im Mai 2007 in einem Interview, dass damit bewusst ein Zeitrahmen gewählt wurde, der mit der Geschichte der documenta übereinstimmte – die erste documenta fand 1955 statt. Er sprach bei diesem Zeitraum von etwas mehr als fünfzig Jahren von der „zweite[n] Hälfte des Kinos“. Horwath betonte, er sehe seine Tätigkeit als Vermittler darin, Kino über die üblichen Kategorien hinweg abzubilden. „Entweder ist alles Rand, auch der Blockbusterfilm, oder alles ist Zentrum. Letzteres ist der Vorschlag der documenta 12.“ dabei sollte „in einem oft radikalen Wechsel von bekannten und unbekannten Filmen ein Zusammenhang deutlich werden“.
An den 100 Tagen der documenta 12 wurden 50 abendfüllende Programme gezeigt. Jedes Programm, das aus einem einzelnen oder mehreren Beiträgen bestand, wurde an zwei unterschiedlichen Tagen aufgeführt. Die Reihe begann mit Viaggio in Italia von Roberto Rossellini, entstanden 1954, und endete mit der Uraufführung eines Films von James Benning aus dem Jahr 2007 über Robert Smithsons Spiral Jetty. Die Vorstellungen – für die Besucher eine gesonderte Eintrittskarte zum Preis von 6,50 Euro benötigten – begannen jeweils um 20:30.

## Werke und Aktionen (Auswahl)

### Would you like to participate in an artistic experience?
Die soziale Skulptur Would you like to participate in an artistic experience? (Würden Sie gerne an einem künstlerischen Erlebnis teilnehmen?) des in Brasilien lebenden Ricardo Basbaum startete als erste Aktion der documenta 12 bereits im Jahr 2006. Sie wurde von den Ausstellungsmachern als Teil von Basbaums umfassenderen Projekt New basis for personanality eingeordnet. Insgesamt zwanzig weiß-blaue, wannenähnliche, Stahlobjekte mit einem Zylinder in der Mitte wanderten durch Städte, Haushalte und Treffpunkte in Europa, Afrika und Lateinamerika. Sie sollten von ihren temporären Besitzern verwendet und auch verändert werden. Die Benutzer der Objekte waren aufgerufen, ihre Erfahrungen zu dokumentieren. Basbaum formulierte in einer Veröffentlichung der documenta 12 zur Arbeit:

„Ich will die Beziehung des Künstlers zum Publikum umkehren, um etwas von den Menschen zu erfahren. Jetzt ist das Publikum der Sender und der Künstler der Empfänger.“

Die Arbeit, beziehungsweise die Dokumentation ihres Ergebnisses, wurde im Eingangsbereich des Aue-Pavillons gezeigt. In eine Stahlstruktur war eine Sitzlandschaft mit Monitoren aufgebaut. Hier konnten die Besucher die Geschichte der Stahlobjekte und den Umgang mit ihnen auf Bildern und Videos beobachten – oder auch sich selbst, dank aufgestellter Kameras.

### Fairytale
Unter dem Titel Fairytale (Märchen) lud der Pekinger Architekt und Künstler Ai Weiwei 1001 Landsleute nach Kassel auf die documenta 12 ein. Die Chinesen waren aber nicht unmittelbarer Teil der Ausstellung. Ai Weiwei ließ stattdessen die Reise dieser Menschen und ihre Erfahrungen dokumentieren. Die Arbeit hatte für Konzeptkunst beträchtliche Dimensionen. Die damit verbundenen Kosten gab der Künstler mit drei Millionen Euro an, die von zwei privaten Stiftungen übernommen wurden. Auf die Frage, ob es wirklich Kunst sei, 1001 Chinesen in eine Ausstellung mitzunehmen, antwortete Ai Weiwei in einem Interview:

„Es ist Kunst, wenn man es Kunst nennt. Mein Traum war es, Menschen die Reise zur Documenta zu ermöglichen, die diese Möglichkeit sonst nie im Leben gehabt hätten. Das ist doch zumindest teilweise das, was Kunst bewirken kann: die Bedingungen für individuelle Aufklärung und Bewusstseinsbildung schaffen, die naivsten und einfachsten Fragen zu beantworten.“

Ai Weiweis Gäste aus China reisten nacheinander in fünf Gruppen von jeweils etwa 200 Personen an und waren gemeinsam in einer ehemaligen Fabrikhalle in der Kasseler Nordstadt untergebracht. Jede Gruppe verblieb nur etwa eine Woche in der Stadt, die erste traf bereits kurz vor der Eröffnung der Ausstellung ein, die letzte im Juli. Bestandteil von Fairytale waren außerdem 1001 historische chinesische Holzstühle aus der Qing-Dynastie. Diese waren in den drei Haupt-Ausstellungsorten Aue-Pavillon, Fridericianum und Neue Galerie aufgestellt und dienten den Besuchern als Sitzgelegenheit. Nach dem Abschluss der documenta 12 wurden die Stühle auf dem Kunstmarkt angeboten.

### Template

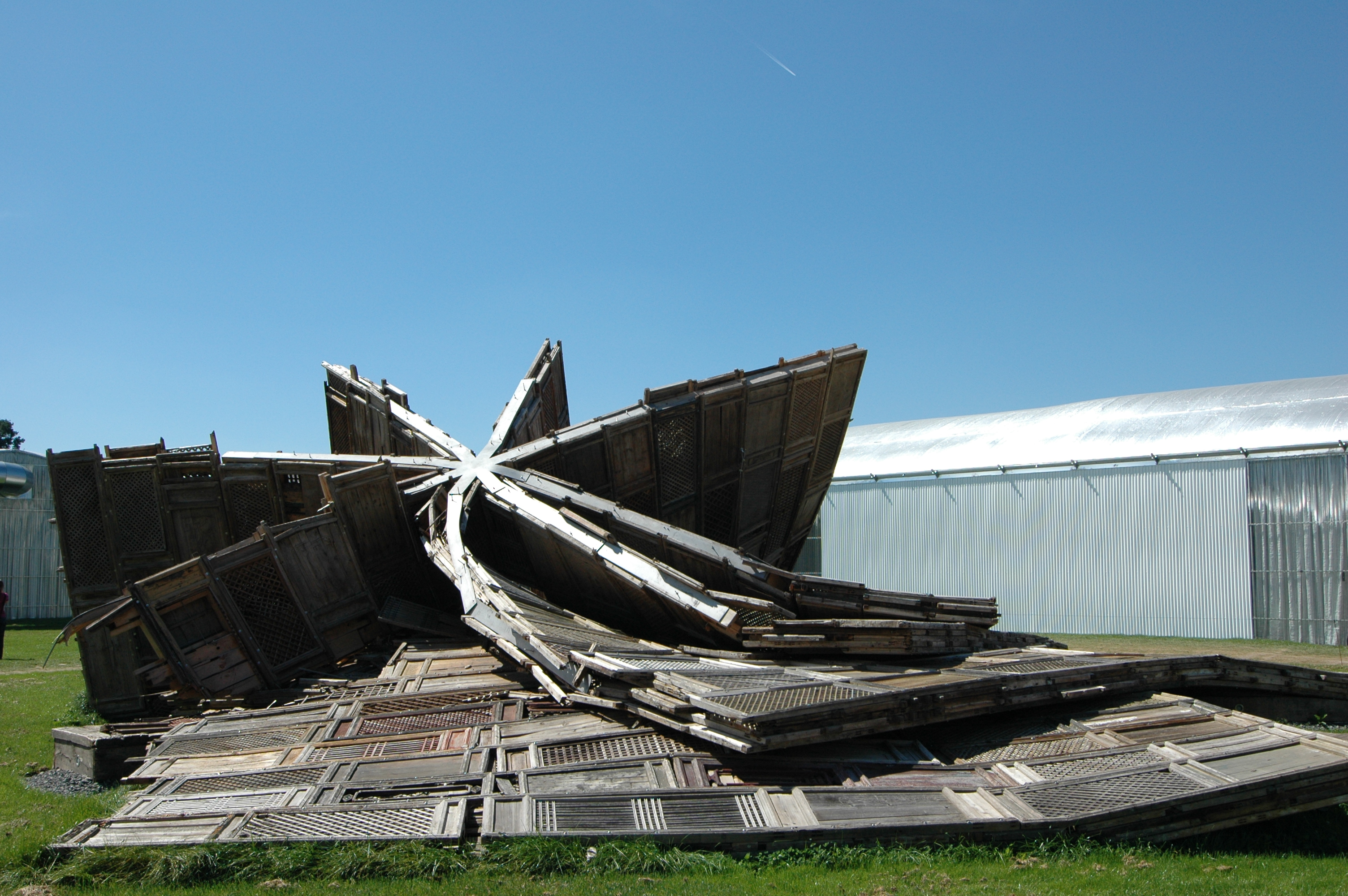
Installation Template von Ai Weiwei

Die Außenarbeit Template (Vorlage, Schablone) von Ai Weiwei hatte ihren Standort im dreiseitig umschlossenen Innenhof des Aue-Pavillons. Vier riesige senkrechte Scheiben durchdrangen einander an einem zentralen Punkt. Dort waren die Scheiben im unteren Bereich durchbrochen und passierbar. Diese Durchbrüche erzeugten wiederum die Andeutung eines Innenraums.
Die Scheiben waren jeweils aus einer Vielzahl von einzelnen kleinen hölzernen Türen und Fenster zerstörter chinesischer Häuser aus der Ming- und Qing-Dynastie zusammengesetzt. Sie standen ursprünglich senkrecht auf einem etwa 50 cm hohen, sockelartigen, Holzfundament. Die Gesamtabmessung der Arbeit betrug 720 × 1200 × 850 cm.
Ai Weiweis Konstruktion wurde im Mai und Juni 2007 durch chinesische Handwerker erstellt und überragte in ihrer Höhe den Aue-Pavillon um mehrere Meter. Während eines Unwetters am Nachmittag des 20. Juni 2007, nur vier Tage nach der Ausstellungseröffnung, hielt Template der Windlast nicht stand: die Konstruktion wurde von ihrem Fundament gerissen und umgeworfen. In einer ersten Reaktion zeigte sich der Künstler gelassen und äußerte, dass ein Wiederaufbau nicht geplant sei. Das zusammengebrochene Kunstwerk wurde nach der documenta vermessen und Ende Oktober demontiert. Es soll an einem neuen Standort im selben Zustand wieder aufgebaut/aufgeschichtet werden.

### Terraced Rice Fields Art Project

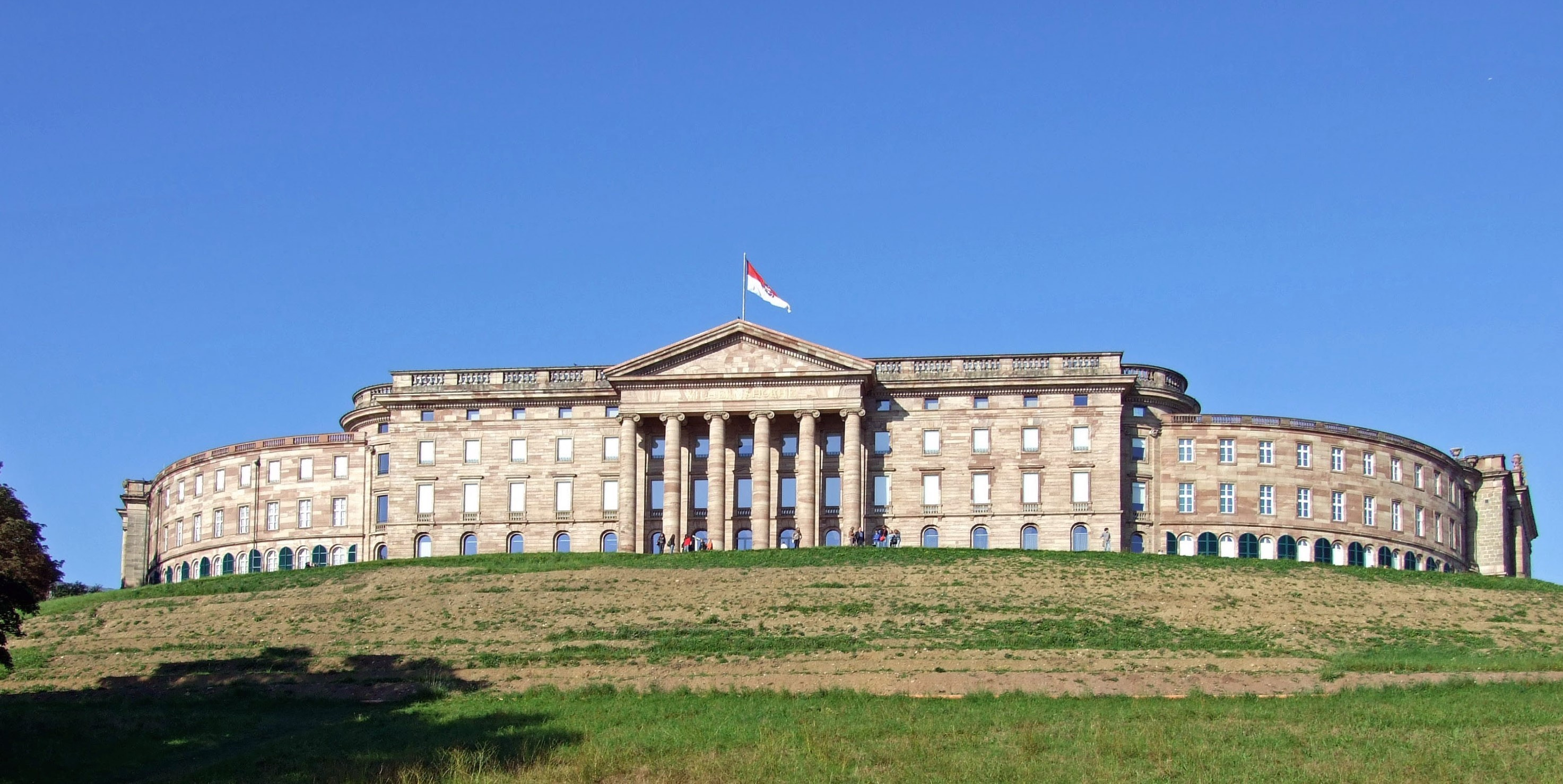
Terraced Rice Fields Art Project

Das Terraced Rice Fields Art Project (Reisterrassen Kunstprojekt) war eine Außenarbeit von Sakarin Krue-On im Bergpark Wilhelmshöhe. Der thailändische Künstler ließ am östlichen Hang vor dem Schloss Wilhelmshöhe Terrassen für den Nassreisanbau anlegen.
In Veröffentlichungen im Vorfeld schrieben die Ausstellungsmacher der documenta 12:

„Sowohl die Terrassenanlage als auch der Reisanbau werden nach traditionellem Vorbild durch Krue-On und sein thailändisches Team, darunter ein erfahrener Reisbauer, Experten aus der Region Kassel sowie documenta-MitarbeiterInnen realisiert. Dabei wird man so weit als möglich auf den Einsatz von Maschinen verzichten, auf überlieferte Methoden setzen und die Arbeiten mit einfachen Geräten wie Spaten, Gabeln und Hacken per Hand ausführen.“

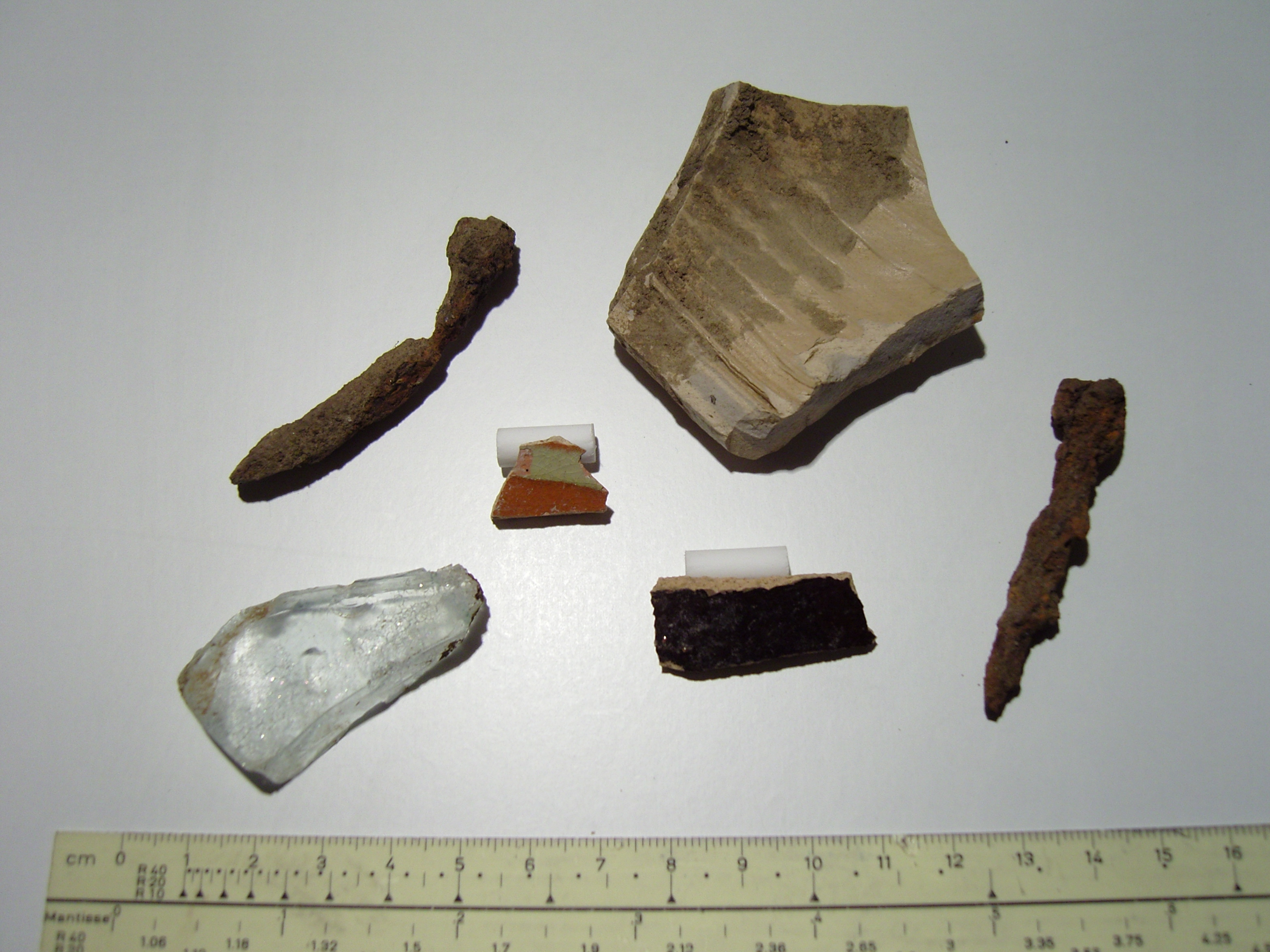
Durch die umfangreichen Erdarbeiten wurden zahlreiche Scherben, Knochen, Metallfragment und ähnliches aus verschiedenen Epochen freigelegt, die aus der über 800-jährigen Geschichte des Schlosses und seiner Vorgängerbauten erzählen.

Der Bergpark Wilhelmshöhe mit seiner 300-jährigen Geschichte bietet einen historischen Bezug zu Ostasien: Nur wenige hundert Meter entfernt bilden einige Gebäude die Reste des sogenannten „chinesischen Dorfes“ Mou-lang. Dieses entstand ab 1781 unter dem Landgrafen Friedrich II. und war einerseits eine zeitgenössische Chinoiserie, das Dorf und seine Bewohner dienten jedoch auch landwirtschaftlichen Zwecken. Der unmittelbare Ort der Reisterrassen war ein mit Gras bewachsener Parkhang, mit Sichtbezug sowohl zum unmittelbar dahinterliegenden Schloss, als auch – entlang der kilometerlangen Achse der Wilhelmshöher Allee – zur Stadt. Der Hang dient heute nicht der Landwirtschaft, stattdessen wird er im Winter von der einheimischen Bevölkerung traditionell zum Schlittenfahren genutzt.
Die Ausstellungsmacher sahen „eindeutig auch ein[en] Bezug auf die Kaskaden im Bergpark“ – gemeint waren die des Herkules-Bauwerks aus der Zeit des Barock – und betonten, dass sie in der Arbeit eine symbolische Inszenierung des Aufeinandertreffens von verschiedenen Kulturen sehen:

„Das Schloss Wilhelmshöhe – von Status, Gestalt und Symbolkraft ein architektonisches Monument eindeutig westeuropäischer Provenienz – und das Reisfeld – Zeugnis der Aneignung von Natur und ihrer Nutzung für den Lebensunterhalt sowie Symbol für Wachstum, Entwicklung und Zusammenarbeit. Sind sie gleichwertige Partner oder ist das eine Kulisse des anderen? Sakarin Krue-On will Fragen stellen und hofft, dass die Besucher Antworten finden werden.“

Die Erdarbeiten zur Anlage der Terrassen wurden nicht „nach traditionellem Vorbild“, sondern durch einen örtlichen Gartenbaubetrieb mit Minibaggern durchgeführt. Die Arbeiten begannen erst im Mai 2007, nur wenige Wochen vor der Eröffnung der documenta 12. Erst wenige Tage vor der Ausstellungseröffnung wurde mit der Wasserbefüllung und der Reis-Bepflanzung begonnen. Aufgrund der kurz zurückliegenden Erdbewegungen präsentierten sich die äußeren Hänge der Reisterrassen zum Zeitpunkt der Eröffnung der documenta 12 als kahle braune, weil vegetationsfreie, Flächen. Das für den Nassreisanbau notwendige Wasser wurde dem Lac, einem See am Fuße des Schlosshanges, entnommen. Durch eine motorbetriebene Pumpe wurde es in das oberste Becken der Terrassen gefördert und von dort mittels PVC-Rohren nach unten weiterverteilt. Es stellte sich heraus, dass große Mengen des Wassers im Untergrund versickerten und weiter unten am Hang, quasi als neuentstandene Quelle, wieder an das Tageslicht kamen. Am 20. Juni, vier Tage nach der Eröffnung der Ausstellung, wurde bekannt, dass aus Sorge der Berg könnte abrutschen die maschinelle Bewässerung eingestellt worden war. Spätere Besucher bekamen keine Wasserflächen mehr zu sehen.

### Die Exklusive – Zur Politik des ausgeschlossenen Vierten

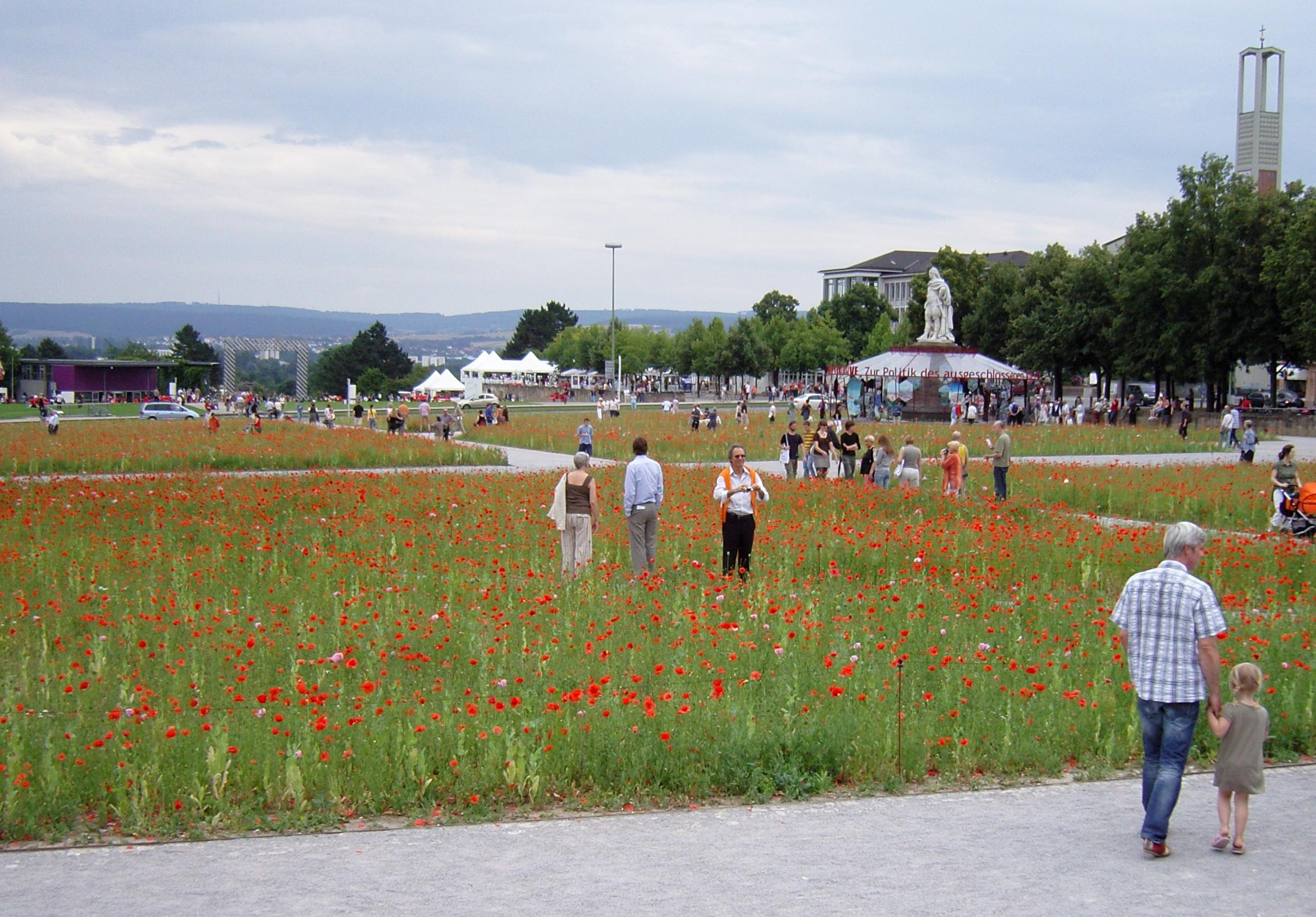
Die Installation (rechter Platzrand) auf dem Friedrichsplatz

Die Außenarbeit Die Exklusive – Zur Politik des ausgeschlossenen Vierten des in Berlin lebenden Künstlers Andreas Siekmann stand am Rande des Mohnfeldes auf dem Friedrichsplatz das Denkmal des Landgrafen Friedrich II. umfassend und einbeziehend. Die Arbeit bestand aus einer Stahl-Konstruktion, die an ein Kinderkarussell erinnerte, dass von lebensgroßen, bunt gestalteten, scheibenförmigen Figuren bevölkert war. Der Titel der Arbeit sprach die gesellschaftliche Ausgrenzung – die Exklusion – im Rahmen der Globalisierung an, folglich waren Polizisten zu sehen, die Demonstranten bei einem G8-Gipfel abwehren, eine flüchtende Frau, die einen Pass erlangen will, der damalige Weltbank-Präsident Paul Wolfowitz und sein Amtsvorgänger James Wolfensohn, sowie Arbeiterinnen aus Niedriglohn-Fabriken. Die Stahl-Konstruktion drehte sich um ihre Mittelachse. Die Figuren besaßen bewegliche Elemente, die durch die Drehbewegung angetrieben wurden.
Im Jahr 2003 scheiterte eine Aufstellung der Arbeit in der sächsischen Landeshauptstadt Dresden. Das dortige Regierungspräsidium verbot die Installation rund um das historische Reiterstandbild Augusts des Starken mit der Begründung: „Das Reiterstandbild als politische Manifestation der Macht eines barocken Fürsten verträgt keinerlei zusätzliche An[-] Auf- oder Umbauten“, da sonst das Erscheinungsbild „verändert, beeinträchtigt, zum Teil entstellt und seiner eigentlichen Aussage beraubt“ werde. Die Behörde sah „keine Notwendigkeit, neue Werte für das Reiterstandbild August des Starken zu definieren, die mit dem traditionellen und künstlerischen Denkmalwert nicht identisch“ wären. Stattdessen befürchtete sie, dass „der Fürst quasi seiner Macht und Überlegenheit im eigentlichen und übertragenen Sinne beraubt“ werde. Auch in Kassel war die Arbeit rund um das historische Denkmal eines absolutistischen Herrschers gruppiert, um ein Standbild von Landgraf Friedrich II.

### The Splendor of Myself II
The Splendor of Myself II (Meine eigene Großartigkeit) der polnischen Künstlerin Zofia Kulik hing im 3. Obergeschoss des Schlosses Wilhelmshöhe, im Rembrandt-Saal. Das 1997 entstandene, aus neun einzelnen Phototafeln auf 182 × 152 cm zusammengesetzte, Frauenportrait entstammt einer Serie von Arbeiten, in denen die Künstlerin ihr eigenes Gesicht montierte und historische Herrscherinnen-Bildnisse der englischen Königin Elisabeth I. (1533–1603) zitiert beziehungsweise persifliert. So zeigt das Kleid der Frau als Ornamentik Abbildungen nackter Männer in absurden Körperhaltungen.
Die Arbeit wurde mittig zwischen vier – deutlich kleinere – Männerportraits aus dem 17. Jahrhundert gehängt, die von Rembrandt van Rijn stammen, beziehungsweise seiner Werkstatt zugeschrieben werden. Direkt gegenüber von Kuliks Arbeit hing einer der Höhepunkte der Kasseler Rembrandt-Sammlung, das Porträt der Saskia van Uylenburgh, Rembrandts früh verstorbene Frau. In diesem Bild hatte Rembrandt seine Gattin nach ihrem Tod nicht in zeitgenössischer Kleidung gemalt, sondern sie als kostbar gekleidete Renaissance-Fürstin dargestellt.

### Lost Boys
Vier Kopfbilder aus der Serie Lost Boys (Verlorene Jungs) des US-amerikanischen Künstlers Kerry James Marshall hingen im 3. Obergeschoss des Schlosses Wilhelmshöhe, im nach Frans Hals benannten Hals-Saal. Die 1993 entstandenen Portraits zeigen jeweils ein schwarzes, nahezu formatfüllendes, Gesicht eines Menschen afrikanischer Herkunft – ein Hauptmotiv von Marshall – vor einem hellen bis weißen, nicht ohne weiteres bestimmbaren, Hintergrund. Der Titel der Serie nimmt Bezug auf Figuren von J. M. Barrie aus dessen Geschichten um Peter Pan vom Anfang des 20. Jahrhunderts. Die Bilder selbst thematisieren die Lebenswirklichkeit „verlorener“ farbiger Jugendlicher am Ende des Jahrhunderts und wurden durch die Inhaftierung des Bruders von Marshall angeregt.
Marshalls Bilder wurden paarweise unterhalb von zwei großformatigen Gemälden Karel van Manders III (1606–1670) gehängt. Manders um 1640 entstandene Bilder entstammen einem 10-teiligen Zyklus, der eine Erzählung des griechischen Autors Heliodor aus dem 3. Jahrhundert illustriert. Heliodors Aithiopica (Aethiopica, Äthiopische Geschichten) beschreibt die Liebesgeschichte der Chariklea und des Theagenes. Chariklea war die hellhäutige Tochter der äthiopischen Königin Persina. Manders linkes Gemälde zeigt das dunkelhäutigen Königspaar Hydaspes und Persina zusammen mit einem Bild der weißhäutigen Andromeda, einer Ahnfrau Persinas. Nach Heliodor war die Betrachtung dieses Bildnisses durch Persina während ihrer Empfängnis der Grund für die helle Hautfarbe ihrer Tochter Chariklea.

### Kassel Gardens (from the Perspective of a Mole)
Kassel Gardens (from the Perspective of a Mole) (Kasseler Gärten (aus der Perspektive eines Maulwurfs)) der US-Amerikanerin Martha Rosler besteht aus einer etwa 12-minütigen Videoprojektion, bei der im 3-Sekunden-Takt diaschauartig farbige Photographien gezeigt werden. Neben die Projektionsfläche wurden fünf gerahmte Ausdrucke aus der Bilderserie gehängt. Die Arbeit entstand im Frühjahr 2007 in Kassel für die documenta 12 und ist im Ausstellungskatalog als Passionate Signals eingeordnet. Sie wurde in der westlichen, stark abgedunkelten Ecke des Aue-Pavillons gegenüber dem hellen Ausgangsbereich aufgestellt.
Martha Roslers von Maulwurfshügeln durchsetzte Kasseler Gartenbilder haben wenig mit Hochglanzphotographie von Park- oder Gartenanlagen zu tun, obwohl der Bergpark Wilhelmshöhe und insbesondere die Karlsaue breiten Raum einnehmen. Daneben finden sich aber auch Aufnahmen von Friedhöfen und Restgrün oder solche, bei denen sich der Begriff „Garten“ nicht aufdrängt. Wirft man nur einen kurzen Blick auf die Projektion, wird sich das zugrundeliegende Thema der Arbeit – ihr Bezug zur Stadt, ihrer Geschichte und der documenta – kaum erschließen. Erst bei längerer Betrachtung erkennt man documenta-Standorte und kann auch einzelne Wegstrecken identifizieren, die die Künstlerin während ihrer Aufnahmen ablief. Ihre Wege führten Rosler nicht nur in Gärten, sondern auch an Standorte der Rüstungsindustrie, an Gleisanlagen und Gräber. In ihrer Besprechung der Arbeit zog die Kuratorin Ruth Noack einen weiten Bogen von Gärten als Bildern vom Paradies und Ausdruck einer geordneten Welt bis zu Krieg und Zerstörung:

„[…] Martha Rosler hat in Kassel (nicht nur) Maulwurfshügel fotografiert. Sie hat sich zur Fantasie hinreißen lassen, hier breche das lokale Unbewusste hervor und mit ihm die unter dem Rosenhügel begrabenen Schutthalden. Zugeschüttete Geschichte: Wiederaufbaupropaganda angesichts der nahen Zonengrenze – Bombenangriffe der Alliierten, die die Stadt in Schutt und Asche legten – Dominanz der Rüstungsindustrie, damals wie heute. […]“

Mit Rosenhügel meinte Noack den westlichen Hang der Karlsaue, an dem als Bauschutt die Reste der durch Luftangriffe im Zweiten Weltkrieg zerstörten Kasseler Innenstadt deponiert wurden. Seine gärtnerische Gestaltung war 1955 Teil der Bundesgartenschau und somit auch Fundament und Anlass der ersten documenta. Der Hang liegt kaum hundert Meter entfernt vom Aue-Pavillon, in dem Roslers Arbeit gezeigt wurde. Zusammen mit Aufnahmen dieses Hanges und eines dort eingebetteten Kriegerdenkmals finden sich in Roslers Bilderserie auch solche des Aue-Pavillons der documenta 12 während seiner Bauphase im Frühjahr 2007.

### The Zoo Story
Die Installation The Zoo Story (Die Zoo Geschichte) des in Berlin lebenden Peter Friedl stand in der documenta-Halle. Es handelte sich um das 3,5 Meter hohe Tierpräparat einer Giraffe.
Der Giraffenbulle Brownie stammte aus Südafrika und war seit 1997 im Zoo von Qalqiliya beheimatet, einer überwiegend von Palästinensern bewohnten Stadt im Westjordanland. In der Folge einer israelischen Militäroperationen im Zusammenhang mit der Zweiten Intifada geriet das Tier in Panik, stürzte zu Boden, und verendete am 19. August 2002. Der Tierarzt des Zoos erstellte das Präparat. Wie Roger M. Buergel in seiner Rezension der Arbeit im Ausstellungskatalog schrieb „amateurhaft“, wodurch Brownie den „Charme eines vielgeliebten Steiff-Tieres“ verströme. Die ausgestopfte Giraffe stand – zusammen mit anderen im Zoo gestorbenen Tieren – in einem museumsartigen Nebengebäude des Zoos. Zur Einordnung als künstlerische Arbeit der documenta 12 vor dem Hintergrund des Nahostkonflikts kennzeichnete Buergel die Giraffe als „Idee“ und schrieb:

„Es ist für Peter Friedl entscheidend, dass Brownie zwar zum Bild taugt, dass dieses Bild aber, so steht zu hoffen, eine andere Geschichte in Gang setzt als die ohnmächtig stereotypen Medienbilder aus der Konflikt- und Besatzungszone […]“

Im Jahr 2013 diente die Geschichte von der getöteten Giraffe dem palästinensischen Regisseur Rani Massalha als Inspiration für seinen Film Giraffada.

### Dream
Die Installation Dream (Traum) des im afrikanischen Benin lebenden Romuald Hazoumé stand im vorderen Drittel des Aue-Pavillons. Die 2007 entstandene Arbeit besteht aus einer 16 Meter langen Photographie vor der ein über 13 Meter langer Bootskörper aufgestellt wurde. Hinzu kamen vier Bodenbeschriftungen in unterschiedlichen Sprachen. Die großformatige Photographie zeigt für Europäer scheinbar idyllische Motive wie Sand, Strand und Palmen vor blauen Himmel. Erst bei genauerem Hinsehen erkennt man bescheidene Hütten, die Behausungen der Einheimischen. Das Boot ist offensichtlich nicht schwimmfähig, es ist aus über 400 einzelnen abgetrennten Oberteilen von Kunststoffkanistern zusammengesetzt, denen der Verschluss fehlt. Kanister und andere Behältnisse für Flüssigkeiten sind auch zentrales Element anderer Arbeiten Hazoumés, so fertigte er daraus „afrikanische“ Masken, die nur wenige Meter entfernt im Aue-Pavillon zu sehen waren. In seiner Heimat Benin sind die für das Boot verwendeten Kanister ein verbreiteter Gebrauchsgegenstand, vor allem beim Transport von geschmuggelten Treibstoff. An der Bordwand hängen, Fender-artig, vier große Glasflaschen, die mit zusammengerollten Briefen gefüllt sind. Die Arbeit thematisiert das Schicksal afrikanischer Bootsflüchtlinge und ihren Traum von Europa, den sie auf, oft nicht seetüchtigen, Booten ansteuern.
Hazoumés Boot war eine der meistbeachteten Arbeiten der documenta 12. Der Künstler wurde mit dem Arnold-Bode-Preis 2007 ausgezeichnet und Dream nach Abschluss der Ausstellung von der Stadt Kassel angekauft.

### The Exploitation of the Dead
Der Beitrag The Exploitation of the Dead (Die Ausbeutung der Toten) stammte vom in Kroatien lebenden und 1947 im Belgrad des ehemaligen Jugoslawiens geborenen Mladen Stilinović. Die Arbeit war im vorderen Drittel des Aue-Pavillons aufgestellt.
Der gesamte Zyklus entstand in den Jahren 1984 bis 1990 und umfasst circa 400 Objekte. Die für die documenta 12 erstellte Ausstellungsversion bestand aus zwei weißen Wohncontainern aus Metall, die zu einem gemeinsamen, mit den Außenmaßen von etwa 5 auf 6 Metern gekoppelt wurden. Am Container waren etwa 150 der vergleichsweise kleinformatigen Objekte angebracht. Darunter Malereien auf Holzbrettern, die an die russische Avantgarde anknüpfen und insbesondere Arbeiten von Kasimir Malewitsch und des Suprematismus zitieren. Andere zeigten Fotos von Menschengruppen, teilweise mit entfernten Gesichtern, die auf die Zeit der Avantgarde und Utopie folgenden Epochen in realsozialistischen Ländern verweisen. Auch Photographien von Grabmälern fanden sich. Auf kleinen Podesten waren außerdem Kuchenstücke angebracht, die bei den Besuchern sowohl Interesse an, als auch Fragen nach dem Zusammenhang mit der Arbeit auslösten. Der Container war begehbar und zeigte auch in seinem Innenraum Exponate. Er konnte insofern als Raum im Raum erlebt werden. Als eine Ausstellung innerhalb eines White Cube, der wiederum innerhalb eines Ausstellungs-Gebäudes aufgestellt worden war, welches nicht als White Cube fungieren sollte.

### Ferran Adrià

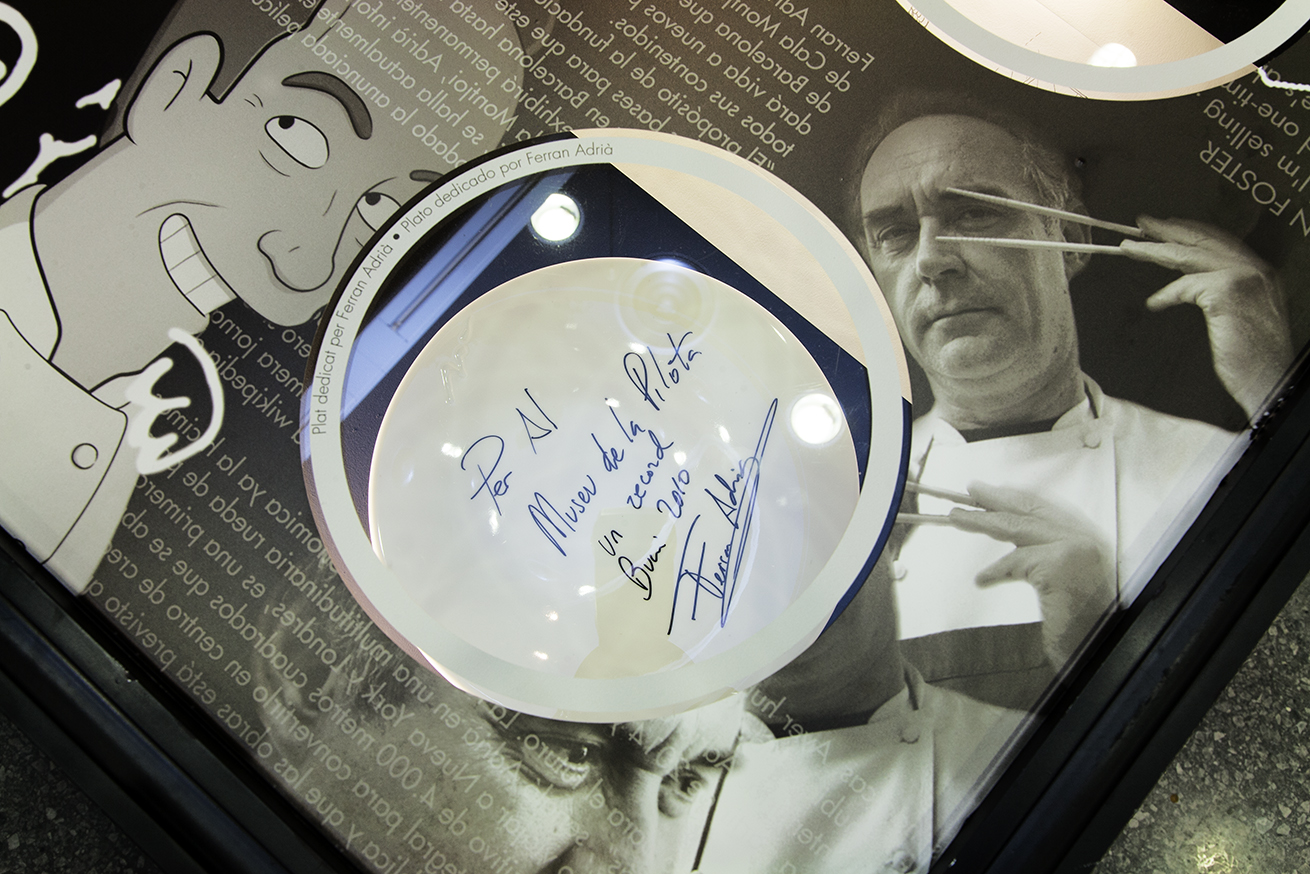
Ferran Adrià in einer Ausstellung im Museu Valencià d'Etnologia "Objecte de desig" mit einer Karikatur Adriàs von Matt Groening 2010

Roger M. Buergel, Künstlerischer Leiter der documenta 12 (2007) war Ferran Adrià während seiner Zeit im Museu d’Art Contemporani de Barcelona aufgefallen. Dessen ungewöhnliche Ideen hatten ihn künstlerisch beeindruckt und auch an das Konzept der futuristischen Küche von Filippo Tommaso Marinetti erinnert. Buergels ursprüngliche Idee war, ihn nach Kassel einzuladen und es ihm – wie bei der documenta üblich – zu überlassen, seine Kreativität spielen zu lassen. Ferran Adrià gelang es aber nicht, geeignete Vorschläge zu machen. Also erklärte Bürgel das Restaurant zu einem externen Ausstellungsort der documenta und lud hundert Tage lang zwei beliebig ausgewählte Besucher auf Kosten der Kunstausstellung dorthin ein. Es wurden unter anderem präsentiert:
– „Feder aus einem Bonbon aus nativem Olivenöl, erzielt mithilfe eines Elektroschraubers, serviert in einer Schmuckschachtel (sechster Sinn/neue Art der Präsentation)“,
– „Wachtel –Eigelb mit Karamell vergoldet“,
– „Salziges Pralinée mit geröstetem schwarzen Sesam auf Siphon-Biskuit (Miso) aus der Mikrowelle“,
– „Geeiste Parmesanluft mit Müsli, neue Art der Präsentation: In Styropor“,
– „Hasenjus mit Apfel – CRU – Gelatine und schwarzer Johannesbeere – Dekonstruktion eines klassischen Wildgerichts“.
Die Reaktionen der eingeladenen Besucher waren unterschiedlich:
– „Man isst Dinge, die sind gleichzeitig Alles und Nichts, Luft und Erde, Feuer und Eis. Der Moment des Genusses wird zur Erleuchtung…. Ich war erinnert an Filme von David Lynch, Musik von Anton Bruckner, Bilder von Rothko und vieles mehr“ (David Claassen) 
– „Der Miso-Biskuit sah wie etwas aus, dass man vielleicht in einer Garage findet oder unter dem Sofa hervorholt“(Massimiliano Gioni)

## Teilnehmende Künstler

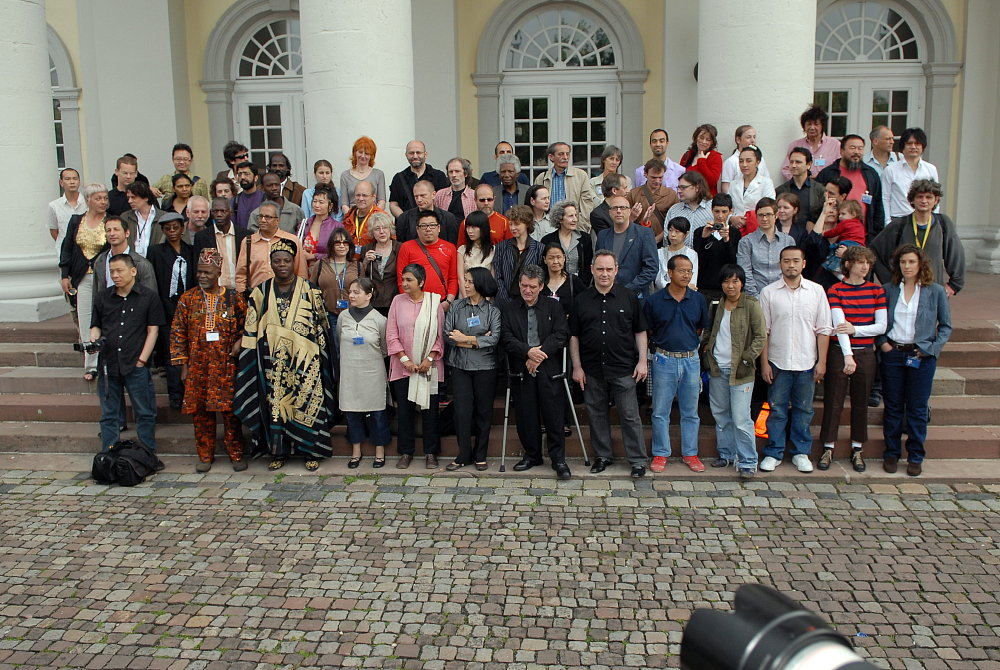
Künstler der documenta 12 vor dem Fridericianum

Am 21. Februar 2006 stellten die Organisatoren mit Ferran Adrià und Artur Żmijewski bereits die ersten zwei Personen vor, die in der Ausstellung vertreten wären. Dem Alphabet nach handelte es sich um den ersten und letzten Teilnehmer. Im Gegensatz zu anderen großen Kunstausstellungen wollten die Macher der documenta 12 eine vollständige Liste erst unmittelbar vor deren Beginn veröffentlichen. Aus unterschiedlichen Gründen wurde jedoch ein Teil der Namen bereits vorher publik: Einige Künstler machten ihre Teilnahme öffentlich, andere wurden in Presseveröffentlichungen der documenta 12 im Vorfeld sukzessive als Teilnehmer genannt. In einem Interview im April 2007 sagte Buergel, es gehe „weniger um Geheimhaltung als darum, den Findungsprozess zu schützen.“ Er gestand allerdings ein: „Man spielt natürlich auch mit medialen Erwartungen.“ Im Rahmen einer Pressekonferenz am 13. Juni 2007 wurde schließlich eine Liste mit 110 Positionen und insgesamt 114 Namen veröffentlicht: 15 der d12-Teilnehmer waren bereits in der Ausstellung Die Regierung / How do we want to be governed? vertreten, die von Buergel und Noack 2003/2004 kuratiert und an verschiedenen Orten gezeigt wurde.
Insgesamt nahmen 123 Künstler an der Ausstellung teil:
| A                    |                                 |                        |                    |                 |
| Sonia Abián          | Ferran Adrià                    | Saâdane Afif           | Ai Weiwei          | Halil Altındere |
| Eleanor Antin        | Ryōko Aoki                      | David Aradeon          | Ibon Aranberri     |                 |
| B                    |                                 |                        |                    |                 |
| Monika Baer          | Maja Bajević                    | Yael Bartana           | Mária Bartuszová   |                 |
| Ricardo Basbaum      | Johanna Billing                 | Cosima von Bonin       | Trisha Brown       |                 |
| C                    |                                 |                        |                    |                 |
| Graciela Carnevale   | James Coleman                   | Alice Creischer        |                    |                 |
| D                    |                                 |                        |                    |                 |
| Danica Dakić         | Juan Davila                     | Dias & Riedweg         | Gonzalo Díaz       |                 |
| Atul Dodiya          | Ines Doujak                     | Lili Dujourie          | Lukas Duwenhögger  |                 |
| F                    |                                 |                        |                    |                 |
| Harun Farocki        | León Ferrari                    | Iole de Freitas        | Peter Friedl       |                 |
| G                    |                                 |                        |                    |                 |
| Poul Gernes          | Andrea Geyer                    | Simryn Gill            | David Goldblatt    | Sheela Gowda    |
| Ion Grigorescu       | Grupo de Artistas de Vanguardia | Dmitri Gutov           |                    |                 |
| H                    |                                 |                        |                    |                 |
| Sharon Hayes         | Romuald Hazoumé                 | Hu Xiaoyuan            | Ashley Hunt        |                 |
| I–J                  |                                 |                        |                    |                 |
| Sanja Iveković       | Luis Jacob                      | Jorge Mario Jáuregui   |                    |                 |
| K                    |                                 |                        |                    |                 |
| Amar Kanwar          | Mary Kelly                      | Bela Kolárová          | Abdoulaye Konaté   | Bill Kouélany   |
| Jirí Kovanda         | Sakarin Krue-On                 | Zofia Kulik            | KwieKulik          |                 |
| L                    |                                 |                        |                    |                 |
| Louise Lawler        | Zoe Leonard                     | Lin Yilin              | Lee Lozano         | Lu Hao          |
| M–N                  |                                 |                        |                    |                 |
| Churchill Madikida   | Iñigo Manglano-Ovalle           | Kerry James Marshall   | Agnes Martin       |                 |
| John McCracken       | Nasreen Mohamedi                | Andrei Monastyrski     | Olga Neuwirth      |                 |
| O                    |                                 |                        |                    |                 |
| J.D.'Okhai Ojeikere  | Anatoli Osmolovsky              | George Osodi           | Jorge Oteiza       |                 |
| P                    |                                 |                        |                    |                 |
| Annie Pootoogook     | Charlotte Posenenske            | Kirill Preobrazhenskiy | Florian Pumhösl    |                 |
| R                    |                                 |                        |                    |                 |
| Yvonne Rainer        | CK Rajan                        | Gerhard Richter        | Alejandra Riera    |                 |
| Gerwald Rockenschaub | Lotty Rosenfeld                 | Martha Rosler          |                    |                 |
| S                    |                                 |                        |                    |                 |
| Luis Sacilotto       | Katya Sander                    | Mira Schendel          | Dierk Schmidt      | Kateřina Šedá   |
| Allan Sekula         | Ahlam Shibli                    | Andreas Siekmann       | Nedko Solakov      | Jo Spence       |
| Grete Stern          | Hito Steyerl                    | Imogen Stidworthy      | Mladen Stilinović  |                 |
| Jürgen Stollhans     | Shooshie Sulaiman               | Oumou Sy               | Alina Szapocznikow |                 |
| T                    |                                 |                        |                    |                 |
| Atsuko Tanaka        | David Thorne                    | Guy Tillim             |                    |                 |
| U–Z                  |                                 |                        |                    |                 |
| Lidwien van de Ven   | Simon Wachsmuth                 | Xie Nanxing            | Yan Lei            |                 |
| Tseng Yu-Chin        | Zheng Guogu                     | Artur Żmijewski        |                    |                 |

## Presse-Echo

### Deutschsprachige Tagespresse
Die meisten Rezensionen der documenta 12 in der Tagespresse erschienen zeitnah zur Eröffnung am 15. Juni 2007 und waren daher teilweise von den Anfangsthemen (z. B. Mohnfeld ohne Blüten) geprägt:

„Die documenta macht Kunst wieder erfahrbar. Buergel setzt sie nicht auf Diät. Er nimmt sie schlicht ernst, manchmal zu ernst. Weil sie das Sensationelle meidet, befreit die d12 die Kunst aus der Gefangenschaft, in der sie die aufs Neue schielende Wahrnehmung des Marktes zu halten sucht. Hätte sie auch die Drehzahl des Spinnrads des Kuratierens gedrosselt, wäre sie wirklich wunderbar.“

„Das Mohnfeld von Sanja Ivekovic vor dem Fridericianum ist noch nicht aufgegangen. Kein wogendes Meer roter Blüten begrüßt den Besucher. Man ist versucht, diese trockene Einöde, die so schön gedacht war, als Sinnbild für das ganze Unternehmen Documenta 12 zu verstehen. Die Idee war wunderbar, die Realität ist es nicht.“

„So taucht man in Kassel nun für hundert Tage ein in einen künstlerischen Privatkosmos, ein bisweilen esoterisches, manchmal arg bildungsbeflissenes, aber oft auch unterhaltsames Gelehrtenparadies. Wir wissen nun: Die Ferne zum Kunstmarkt ist noch kein Wert an sich. Aber an den Rändern unserer Bilderwelt gibt es immerhin einiges aufzustöbern. Was bleibt, ist ein zwiespältiger Eindruck.“

### Englischsprachige Tagespresse
Im Vergleich zur deutschen Tagespresse schienen die Besprechungen in den englischsprachigen Zeitungen kritischer:

“The content of the current Documenta, and the ways in which the art is displayed and framed by argument, gives pause for serious concern. Documenta 12 is a disaster.”

„Sowohl die Inhalte der aktuellen Documenta, als auch die Art und Weise, in der die Kunst gezeigt und gedanklich eingeordnet wird, geben Anlass zur Sorge. Die Documenta 12 ist ein Desaster.“

“The artistic directors this year are the freelance curator Roger Buergel and his art historian wife Ruth Noack, and between them they have managed to stage the single worst art exhibition I have ever seen anywhere, ever. Though Documenta 12 has more than 500 works, so much of what is on view is second-rate, chosen for who knows what reason and displayed so eccentrically that […] it is easy to overlook the few really good things in it. […] This is a show organised by two pseuds and intended for graduate students and people who don’t really like visual art at all.”

„Die künstlerische Leitung liegt dieses Jahr in den Händen des freiberuflichen Kurators Roger Buergel und seiner Frau Ruth Noack, einer Kunsthistorikerin. Zusammen haben es die beiden geschafft, die eindeutig schlechteste Kunstausstellung zu produzieren, die ich jemals in meinem Leben gesehen habe. Obwohl auf der Documenta 12 mehr als 500 Werke gezeigt werden, sind so viele der Werke zweitklassig, von den Kuratoren aus gänzlich unklaren Gründen ausgewählt, und dann noch exzentrisch präsentiert, […] dass man die wenigen wirklich guten Arbeiten leicht übersieht. […] Diese Ausstellung wurde durch zwei pseudointellektuelle Wichtigtuer organisiert. Das Zielpublikum der Ausstellung sind offensichtlich ältere Studenten sowie Menschen, die visuelle Kunst nicht wirklich mögen.“

“That’s the dynamic of Documenta 12 as a whole. Does it work? In the end, no. The first time through, its combination of new names and forms generates an excitement of discovery. It’s so great not to see everyone you’ve seen everywhere else. On a return visit the surprise has diminished, and the installation starts to look too porous; the curatorial ideas too obvious, pedantic and confining; the work too small, private, underdone, done-before.”

„Das ist also die Dynamik der Documenta 12. Funktioniert es? Letzten Endes: Nein. Beim ersten Durchgang verursacht die Kombination von neuen Namen und Formen allerdings ein aufregendes Entdeckungsgefühl. Es ist großartig, nicht schon wieder die gleichen Namen zu sehen, die man schon überall sonst gesehen hat. Bei einem zweiten Besuch allerdings – wenn das Überraschungsmoment nachlässt – wirkt die Ausstellung zu uneben. Die kuratorischen Ideen sind zu offensichtlich, zu pedantisch und zu einengend, die gezeigten Arbeiten zu klein, zu privat, zu unfertig, zu schon-mal-gemacht.“

### Kunstzeitschriften
Besprechungen in Kunstzeitschriften, welche mit mehr zeitlichem Abstand zum Eröffnungstrubel erschienen, waren – wie bei jeder documenta üblich – vielfältig:

„Documenta 12 enttäuscht auf weiten Strecken mit blasser Kunst und grandiosen Pannen. […] Immer dort, wo die Documenta-Macher demonstrativ auf exotische Effekte setzen und dürftige Ideen als hohe Weisheiten verkaufen […] scheitert die Weltkunstschau kläglich. […] Die Documenta 12 ist kein Totalschaden, aber ganz bestimmt auch nicht das bahnbrechende Zukunftsmodell, als das es mancher Kritiker schon vor Ausstellungsbeginn hochgejubelt hat. ‚Ich glaube, dass Sie sich von mir verabschieden müssen als einen, der die Richtung angibt‘, sagte Buergel in einem raren Anflug der Selbsterkenntnis auf der Eröffnungspressekonferenz. Das sollten wir uns zu Herzen nehmen.“

In derselben Ausgabe von art werden Kuratoren und Museumsdirektoren gefragt: „War die documenta 12 eine gelungene Ausstellung?“ Auch hier fallen die Wertungen ganz unterschiedlich aus. Uneingeschränkt positiv, im Gegensatz zur Tendenz des Hauptartikels, äußerte sich Adam Szymczyk (Direktor der Kunsthalle Basel):

„Die Documenta 12 ist eine bemerkenswerte kuratorische Leistung, und eine überwiegend bestechende Ausstellung – präzise und ein Gegenbild zum überschwänglichen Kunstmarkt. Sie ist eine Ausstellung der Ausstellungen, indem sie einige modernistischen Präsentationsformen produktiv zur Anwendung ringt. Die Pressearbeit der Documenta war eine mutige Darbietung an sich: Die Kuratoren haben die gängige Forderung nach Transparenz und unmittelbaren Zugriff auf die Kunst zurückgewiesen. Anstatt das Publikum und die Medien mit vorgefertigten Botschaften zu füttern, wurde dem einzelnen Besucher die Möglichkeit eröffnet, sich auf die Ausstellung einzulassen.“

Fast persönlich verletzend Silke Hohmann in Monopol:

„Ruth Noack und Roger M. Buergel haben die ganz große Idee nicht hinbekommen, sind aber auch im Kleinen gescheitert. Ihr Leitmotiv der Migration der Form ist aufgeblasen und hätte sich bestenfalls als Nebenschauplatz geeignet. Für 19 Millionen haben Buergel und Noack eine Ausstellung nach ihrem Privatgeschmack gemacht, für Leute wie sie, die sich für vieles interessieren, aber nicht direkt für zeitgenössische bildende Kunst. Buergel will sich nun altem Kunsthandwerk zuwenden, denn ‚ich mache nur Sachen, die ich noch nicht kann!‘ Dann dürfte er noch mal eine Documenta kuratieren.“

Kunstforum International widmete (wie seit der documenta 6 jedes Mal üblich) der documenta 12 mit Band 187 eine gesamte Ausgabe. Die darin versammelten Texte fielen oftmals positiver aus als die bisherige Pressereaktionen, so schreibt zum Beispiel Michael Hübl:

„Die Documenta 12 zeigt heute, was morgen ganz alltägliche Normalität sein wird […] eine Realität, die längst nicht mehr auf einen Nenner zu bringen ist und die bereits jetzt so aussieht, als sei sie bald nicht mehr in den Griff zu kriegen: die verzweifelten, bornierten hektischen und verzweifelten Versuche einzelner gesellschaftlicher Gruppen, diesen Prozess durch verschärfte Kontrollen und Reglementierungen aufzuhalten, sind nur ein Beleg für die These, dass die Zeit der grandiosen Behauptungen vorbei ist und die Zukunft im Diffusen, im Kleinteiligen, Unscheinbaren liegt, […].“

Ingo Arend schrieb einige Seiten weiter: „Die Biennale von Venedig und die Documenta setzen auf die sinnliche Intelligenz. […] In Kassel gab es durchaus überzeugende Werke, die dem Sinnlichen und der ungewohnten Form wieder ihren Stellenwert in der zeitgenössischen Kunst einräumten.“ Und Hans Belting stellte schließlich fest: „Es könnte sein, dass diese Documenta einen neuen Zustand der Kunstwelt zeigt.“
Hanno Rauterberg schrieb im ZEIT-Feuilleton:

„Sie ist ein Erfolg, ein Besucher- und ein Gefühlserfolg. […] wird diese Documenta als eine Documenta der Neubestimmungen in Erinnerung bleiben. Auf geradezu verwegene Weise stellte sie nicht die Kunst, sondern den Betrachter in den Mittelpunkt. Sie forderte seine Bereitschaft, sich selbst etwas einzubilden, eigene Deutungen zu entwickeln, sich heranzutrauen an das Unvertraute. Früher nannte man dergleichen ästhetische Erfahrung. Welche Sprengkraft sie noch immer hat, auch das hat dieser Kunstsommer gezeigt.“

### Reaktion der documenta-Macher auf Presse-Echo
Auf einige zwiespältige bis negative Reaktionen in der Presse antworteten die documenta-Macher zum Ende der Ausstellung mit einem Rundumschlag:
Noch Ende August 2007 begaben sich Buergel und Noack in einem Interview mit Cécile Schortmann vom HR auf die Meta-Ebene:

„Frage: Ist es aber nicht schmerzlich wenn Kunstkenner und auch Kollegen diese documenta so kritisch beurteilen? Buergel: Wenn man sich ein bisschen mit der documenta-Geschichte befasst, dann kennt man das. Das ist ja fast stereotyp, wie das abläuft. Wir haben Erwartungen geschürt, dann kommt die Ausstellung, dann kommt das große Entsetzen und dann dauert es ein paar Jahre bis sich das sedimentiert, weil man sich die Kriterien erst mal erarbeiten muss. Frage: Das hört sich jetzt sehr rational an, aber hat Sie die Kritik nicht verletzt? Buergel: Nein, man braucht Gegenwind, um abzuheben. Das Schlimmste, was der Ausstellung passieren könnte, ist, dass man ihr indifferent begegnet. Dann ist man tot. Aber wenn sie einem entweder um den Arm fallen oder sagen: ‚Die schlimmste Ausstellung, die ich je gesehen habe‘, dann hat man etwas richtig gemacht.“

In einem Interview mit Johanna und Luca DiBlasi in der HAZ äußerten sich Buergel und Noack zwei Wochen nach dem HR-Interview schon etwas weniger entspannt: „Es gibt bei jeder documenta diese Empörung. Wenn man das kapiert hat, nimmt man es nicht persönlich. Was da aus unterschiedlichen Lagern kommt, ist wie bei einem Rülpswettbewerb.“ Insbesondere auf Bazon Brock gemünzt, der Buergel wegen Nepotismus kritisiert hatte: „Das sind ältere Männer, die nicht loslassen können. Sie glauben, es sei ihre documenta. Da findet jetzt einfach eine Generationsablösung statt.“ Insbesondere verweisen sie auf die hohen Besucherzahlen als Bestätigung ihrer Arbeit.
Buergel veröffentlichte im Spiegel eine zweiseitige Abrechnung mit den Kritikern der documenta 12 und seiner Kuratorentätigkeit. Darin warf er den Kritikern vor, sie hätten sich „entschlossen, die Ausstellung zu hassen“. Weiter bezeichnet er seine Gegner als „Lynchmob“ und wirft ihnen „Ignoranz, eine Abwehrhaltung und einen Mangel an Lust auf Erfahrungen“ vor.